# Basilica di Saint-Denis
La basilica di Saint-Denis (in francese: basilique Saint-Denis) è un famoso edificio gotico, situato nell'omonimo comune della cintura di Parigi, in Francia. Dal 1966 è diventata cattedrale della diocesi di Saint-Denis. 
Anche se è universalmente conosciuta come la "basilica" di Saint-Denis, in realtà il tempio non ha il titolo di basilica minore, concesso dal papa.

Rappresenta la prima opera assoluta dell'architettura gotica, dove il suo creatore, l'abate Sugerio, impiegò per la prima volta l'arco acuto e gli archi rampanti, un modello che poi si irradiò in tutta l'Europa medievale. È monumento storico di Francia dal 1862. 

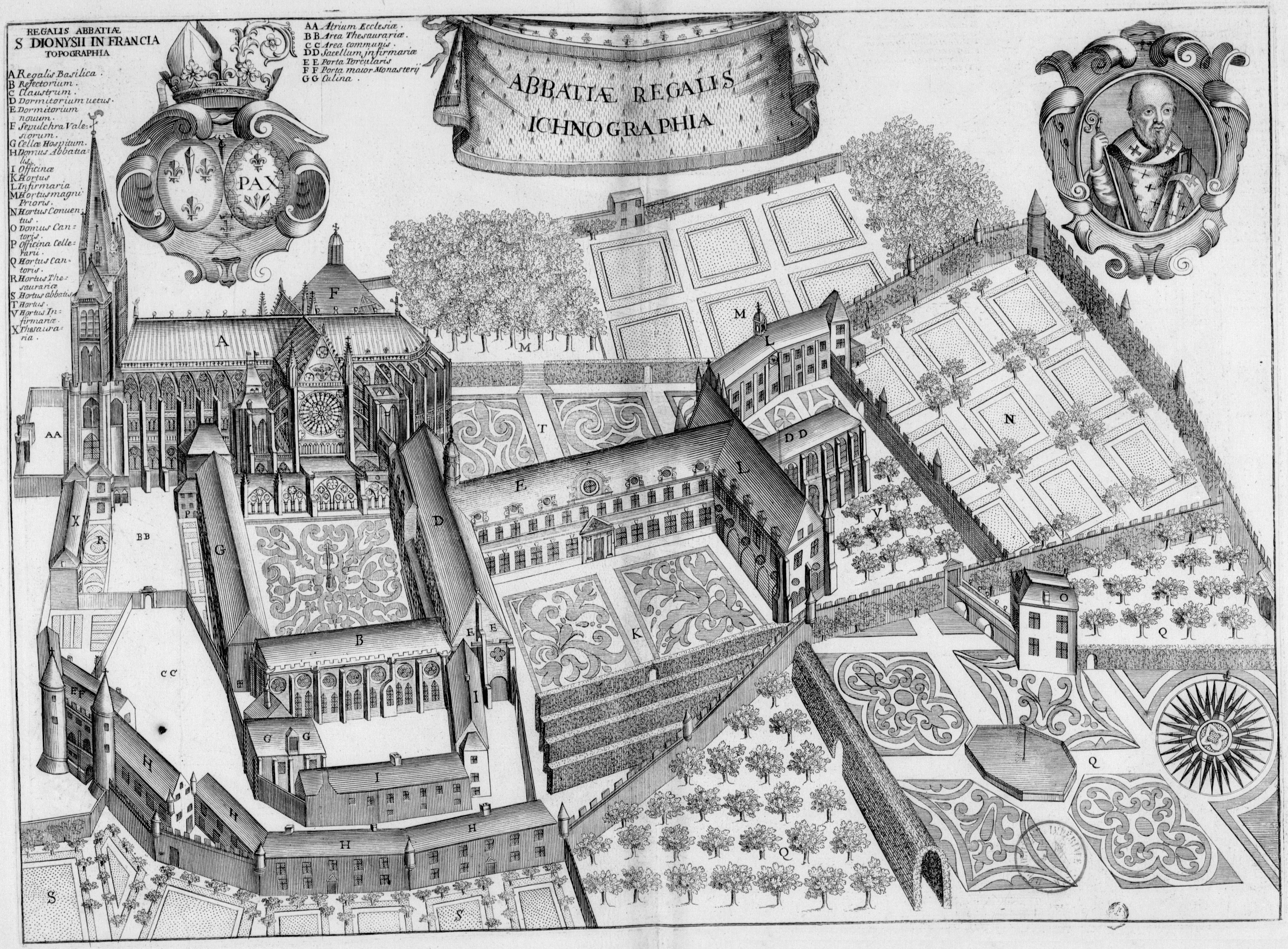
Veduta del complesso dell'Abbazia nel XVII secolo.-sigma

## Storia

### Origini

#### Leggenda
Secondo la tradizione, anche riportata da Jacopo da Varazze nella sua agiografia della Legenda Aurea, san Dionigi (in francese Denis), primo vescovo di Lutezia, venne martirizzato con il taglio della testa nel 258, durante le persecuzioni di Valeriano. Il luogo del martirio, sotto il Mons Martyrum, l'odierna Montmartre, sembra essere quello dove oggi si trova la chiesa di Saint-Denys de la Chapelle, in rue de la Chapelle. 
A questo punto vi sono due versioni. Una, scritta dall'abate Ilduino nell'835 nella quale, dopo il martirio, san Dionigi si rialzò, prese la sua testa fra le mani e si diresse verso nord. Circa sei chilometri dopo consegnò la sua testa a una donna pia di origine della nobiltà romana, Catulla, e poi crollò. In un'altra versione, i corpi martirizzati di san Dionigi e dei due compagni Eleuterio e Rustico vennero recuperati da Catulla perché non fossero gettati nella Senna, e poi trasportati dalla nobildonna nel suo possedimento a nord.
La donna seppellì il corpo, secondo le usanze cristiane, in un campo di sua proprietà, poi denominato vicus Catulliacus, antico nome dell'odierna città di Saint-Denis.

#### Fondazione
Delle campagne archeologiche hanno attestato che già dal Tardo impero romano in questo luogo vi era una necropoli gallo-romana. Probabilmente sviluppatasi attorno alla sepoltura dei martiri dopo l'Editto di Milano del 313, quando vi fu eretto un mausoleo. Infatti numerosi sarcofagi trovati, in pietra o gesso, appartenevano ad aristocratici Franchi.
Dall'agiografia di santa Genoveffa, scritta verso il 520, la santa patrona di Parigi visitò il luogo di sepoltura dei santi martiri e convinse la diocesi parigina di acquistare le terre del vicus Catulliacus e di erigervi un nuovo edificio. La prima basilica gallo-romana venne eretta fra il 460 e il 480.

#### Merovingi e Necropoli reale
Un primo ampliamento della cappella del cimitero gallo-romano di Catolacus vede una prolunga verso ovest di 11 metri realizzata, secondo l'archeologo Michel Fleury, fra il 540 e il 550.
Infatti Fleury nel 1959 esegue degli scavi archeologici e trova una testimonianza assai importante: il sarcofago della regina Aregonda, moglie (bigama) di Clotario I e nuora di Clodoveo I, morta nel 570/580. La scoperta permise di trovare la prima persona reale sepolta in questo luogo.
La sepoltura ad sanctos ('vicino ai santi') venne quindi rapidamente imitata dall'aristocrazia, che sviluppò una vasta necropoli di almeno 8000 metri quadrati a nord del santuario.
Le Gesta Dagoberti, scritte verso l'835 probabilmente da Incmaro, allora monaco e allievo dell'abate Ilduino, raccontano la scoperta miracolosa della tomba dei tre martiri (san Dionigi e i suoi compagni Eleuterio e Rustico) dal re Dagoberto I e che i re Franchi fecero trasferire le loro spoglie verso la basilica.
Inoltre, Dagoberto I, fra il 628 e il 637, fondò l'abbazia di Saint-Denis.

### La chiesa carolingia

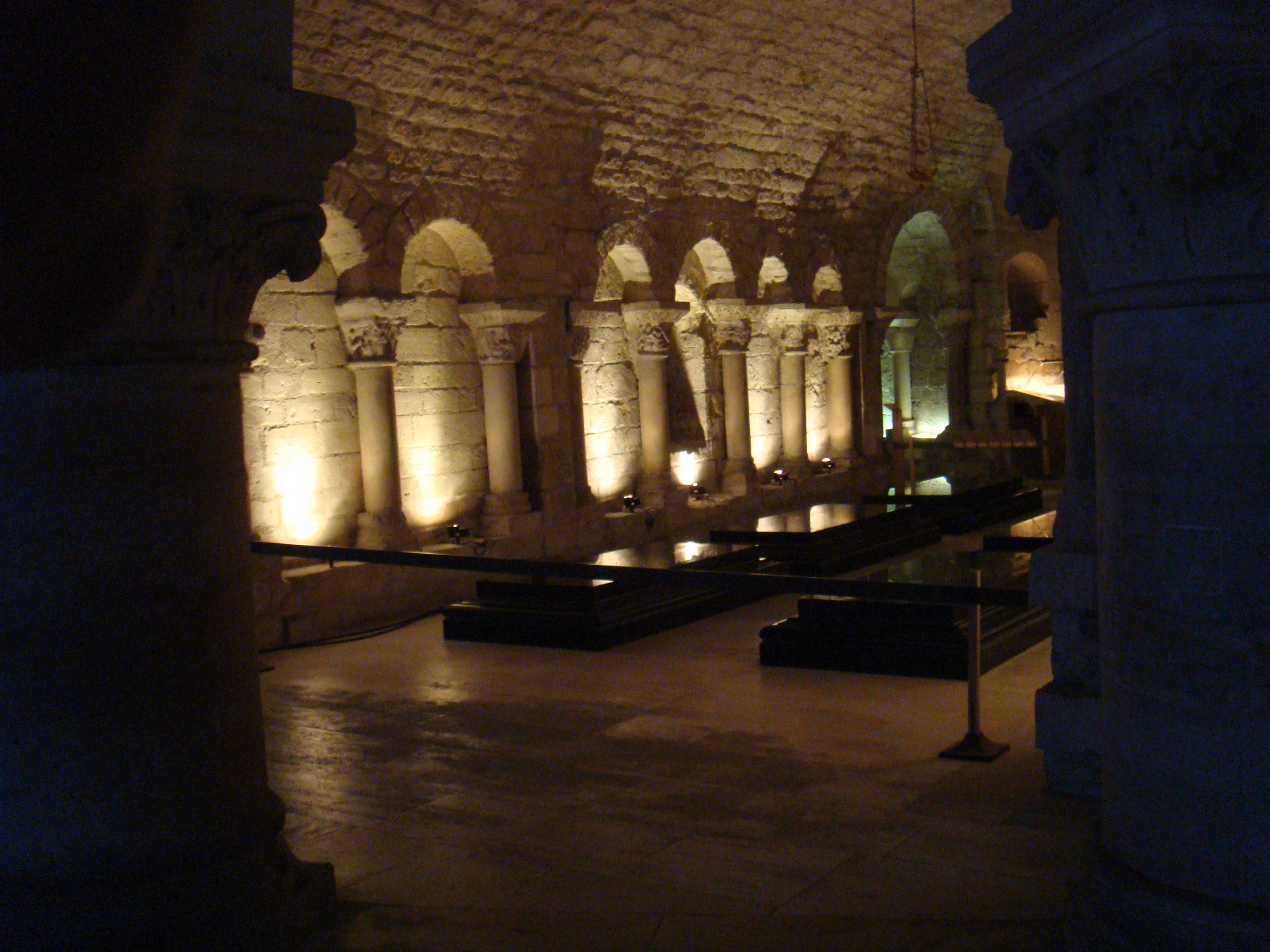
La cripta della chiesa, superstite della costruzione carolingia.

Dopo una breve fioritura, l'abbazia conobbe un lungo periodo di decadenza a causa dell'incuria degli abati e delle guerre. Nel 750, con la nomina ad abate di Fulrado, l'abbazia si avviò a un periodo di grande ricchezza e splendore grazie all'attività instancabile di questo abate, consigliere e diplomatico prediletto da Pipino il Breve, da Carlomanno I e dallo stesso Carlo Magno, nonché dai papi Zaccaria, Stefano II, Paolo I e Adriano I. Tutti costoro concessero all'abbazia guidata da Fulrado privilegi e beni.
Sembrerebbe che in occasione della sua seconda incoronazione a Saint-Denis, Pipino il Breve fece voto di voler ricostruire l'antica basilica. Così Fulrado, come rappresentante del re, viaggiò più volte a Roma per prendere l'ispirazione di ricostruire Saint-Denis. I lavori cominciarono solo dopo la sua morte, verso il 768-769 e il nuovo edificio fu consacrato, in presenza di Carlomagno, il 24 febbraio 775.
Era un edificio carolingio, dedicato a san Pietro, con pianta basilicale a tre navate con transetto e abside semicircolare, lungo 80 metri. Sotto l'abside vi era una cripta anulare, costruita sui modelli romani, che permetteva ai fedeli di deambulare intorno alle reliquie dei santi martiri. Ancora oggi le vestigia di questo corridoio circolare si possono vedere nella cripta attuale.
Il IX secolo è caratterizzato dalle diverse incursioni dei Vichinghi che rimontarono la Senna fino a Parigi e i suoi dintorni. Nell'856 Parigi fu messa sotto assedio e nell'857 l'abbazia venne saccheggiata più volte e diversi dei suoi monaci rapiti per chiedere forti riscatti. Fra i quali vi fu l'abate Louis e suo fratellastro Gauzlin (834-886), vescovo di Parigi.
Nell'867 l'influenza degli abati nella politica è tale che il re Carlo il Calvo s'appropria del titolo di Abate di Saint-Denis. Nell'869 fortifica l'abbazia contro le minacce vichinghe.

### La nascita del Gotico

#### La chiesa di Sugerio

##### La Facciata Armonica
Nella prima metà del XII secolo, Sugerio, consigliere dei re Luigi VI e Luigi VII e abate di Saint-Denis dal 1122 al 1151, volle rinnovare la vecchia chiesa carolingia. Spinto da esigenze estetiche, come chiarisce nelle proprie opere De administratione e De consacratione, ma anche da necessità teologiche e politiche ben precise, Sugerio inizia i lavori nel 1136 apportando in un primo momento significative e profonde modifiche alla facciata dell'edificio. 
La struttura romanica originaria viene abbattuta per essere sostituita da una monumentale Facciata armonica con nartece. Reinterpretazione normanna del Westwerk romanico, dove la massa architettonica appare tripartita verticalmente, aperta in basso da tre portali dalle ricche decorazioni scultoree e serrata da due torri; come nella celebre Chiesa di Santo Stefano a Caen. 
Per la prima volta Sugerio dotò la facciata di un rosone, al posto dei classici finestroni, e questo tipo di struttura diverrà un motivo ricorrente nelle cattedrali francesi. L'opera venne inaugurata il 9 giugno 1140.

##### Il Coro di Sugerio

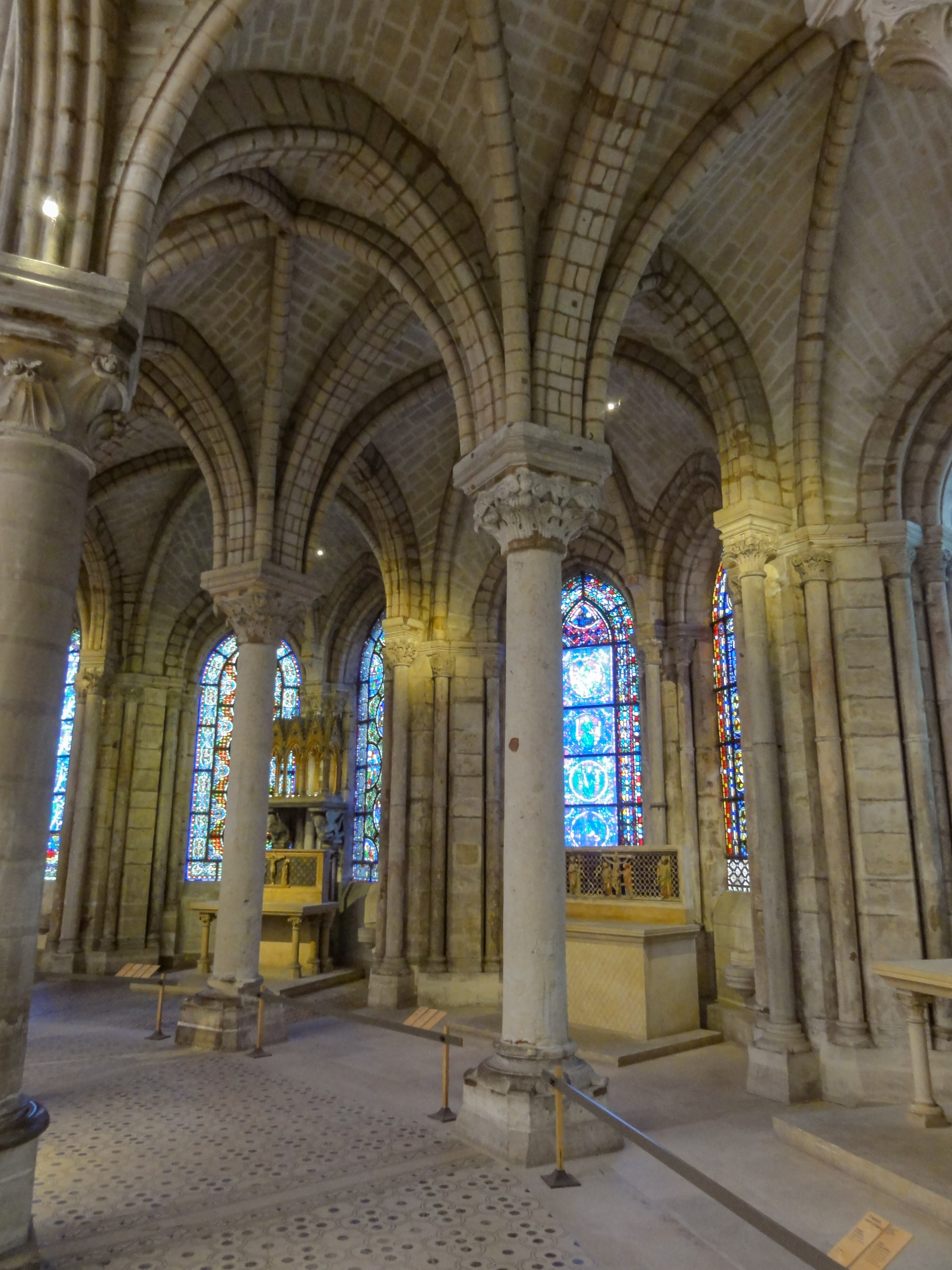
Il Deambulatorio di Sugerio.

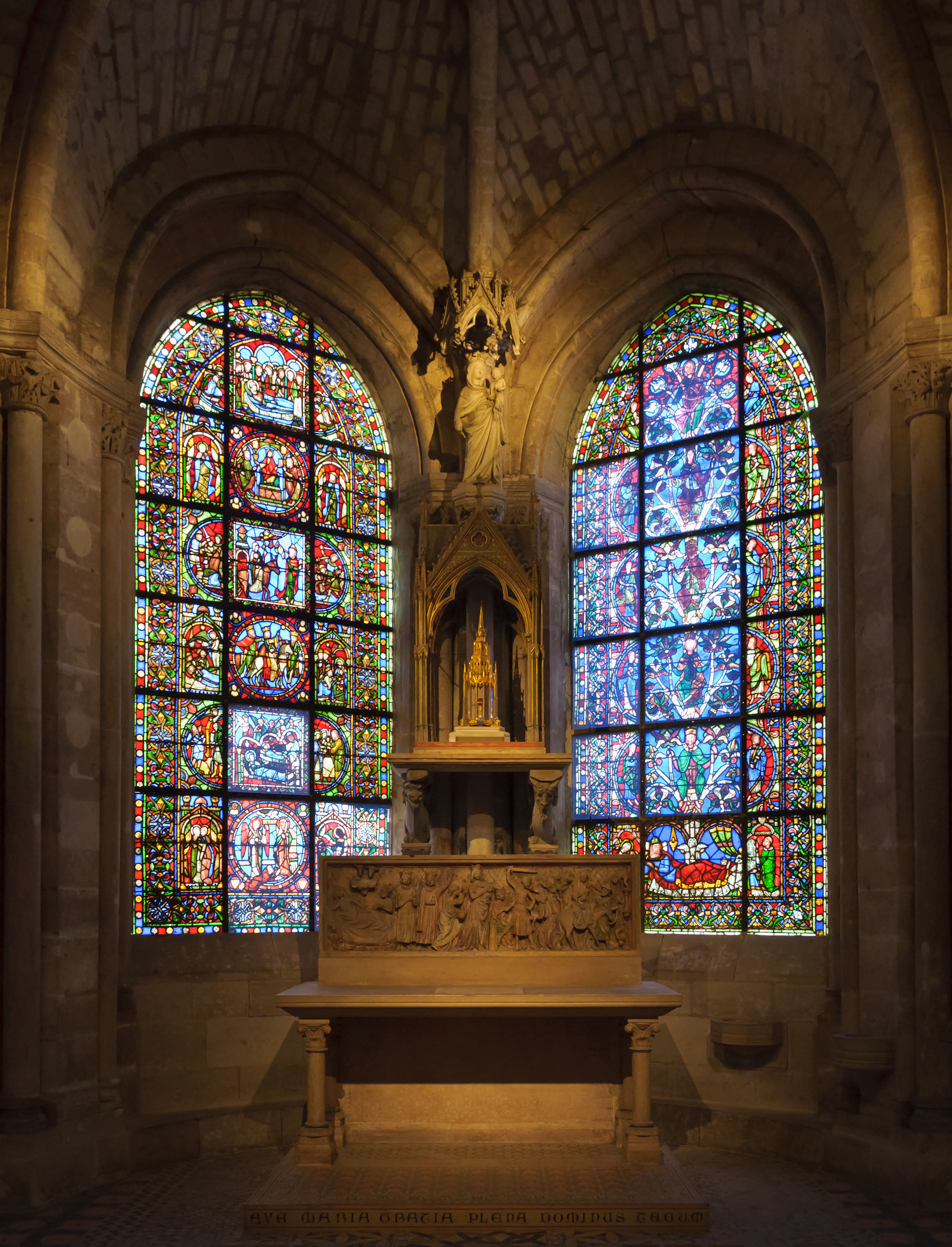
La cappella assiale della Vergine

Già nel 1135 era stata iniziata la ricostruzione della Cattedrale di Sens, dove già si intravedeva un'elevazione importante delle strutture architettoniche aperte da grandi finestre che lasciavano penetrare molta luce all'interno. Su questo impulso, il 14 luglio 1140 Sugerio posa la prima pietra del nuovo coro, introducendo soluzioni architettoniche ancora più radicali che inaugureranno il gotico d'Oltralpe. Si ritiene, dal momento che nei documenti ufficiali non si accenna al nome di un architetto, che lo stesso Sugerio abbia rivestito un ruolo determinante nell'ideazione del nuovo coro, sintetizzando l'unione tra dottrina religiosa, pensiero politico e forma artistica sancita dalla presenza in scultura e in vetrata di immagini di principi e sovrani, di vescovi locali e patroni.
Si tratta di un corpo a tre navate a terminazione semicircolare circondato da un doppio deambulatorio, ovvero due corridoi concentrici impostati a raggiera, retrostante l'altare principale, che consentiva l'afflusso dei fedeli. L'innovazione fu anche nell'innesto di sette cappelle radiali, fino ad allora isolate, separandole solo da un pilastro. Ognuna delle cappelle è dotata di una coppia di finestroni ogivali gemelli vetrati. Per la copertura si adotta la tecnica delle volte a crociera ogivali che permette di ripartire meglio le forze verso le colonne.
A suddividere gli ambienti interni si articolano due serie, anch'esse concentriche, di colonne e non di pilastri, di reminiscenza romana e pertanto dotate di forte valenza politica: non a caso infatti il nuovo ambiente che viene a crearsi trasmette una ben precisa concezione del potere, inseparabile dalla monarchia cristiana, che in Francia è incarnata nella dinastia capetingia. La diffusione geografica del modello gotico di Saint-Denis coincide con l'estensione territoriale della corona francese, che nel XII secolo si poneva l'obiettivo di raggiungere un'effettiva unità politica, ostacolata dalla frammentazione del potere in una miriade di contee e marchesati: adottare tale paradigma architettonico equivale anche ad allinearsi con quello che è il primo embrione di Stato nazionale francese e riconoscere il potere di Parigi come capitale.
Il coro viene consacrato l'11 giugno 1144, cioè qualche decennio prima della cattedrale di Chartres, facendo della basilica una pietra miliare della Francigenum opus, più tardi detta architettura gotica; il primo edificio di grandi proporzioni dove appaiono per la prima volta tutti gli elementi del gotico: l'introduzione dell'arco a sesto acuto, gli archi rampanti e la notevole luminosità conferita dalle grandi pareti a vetrata (claristori).
Le vetrate per i finestroni vennero realizzate fra il 1144 e il 1151 commissionandole a diversi artisti di differenti nazionalità. Oggi ne rimane qualche frammento in sei finestre.
Con la morte di Sugerio nel 1151, i lavori si arrestano, ma l'abbazia benedettina da allora divenne un luogo prestigioso e ricco, tanto che a partire dal regno di Luigi VI i re di Francia si rendono alla basilica per prendere l'Orifiamma prima di partire in guerra o per le crociate.

#### La chiesa nel XIII secolo

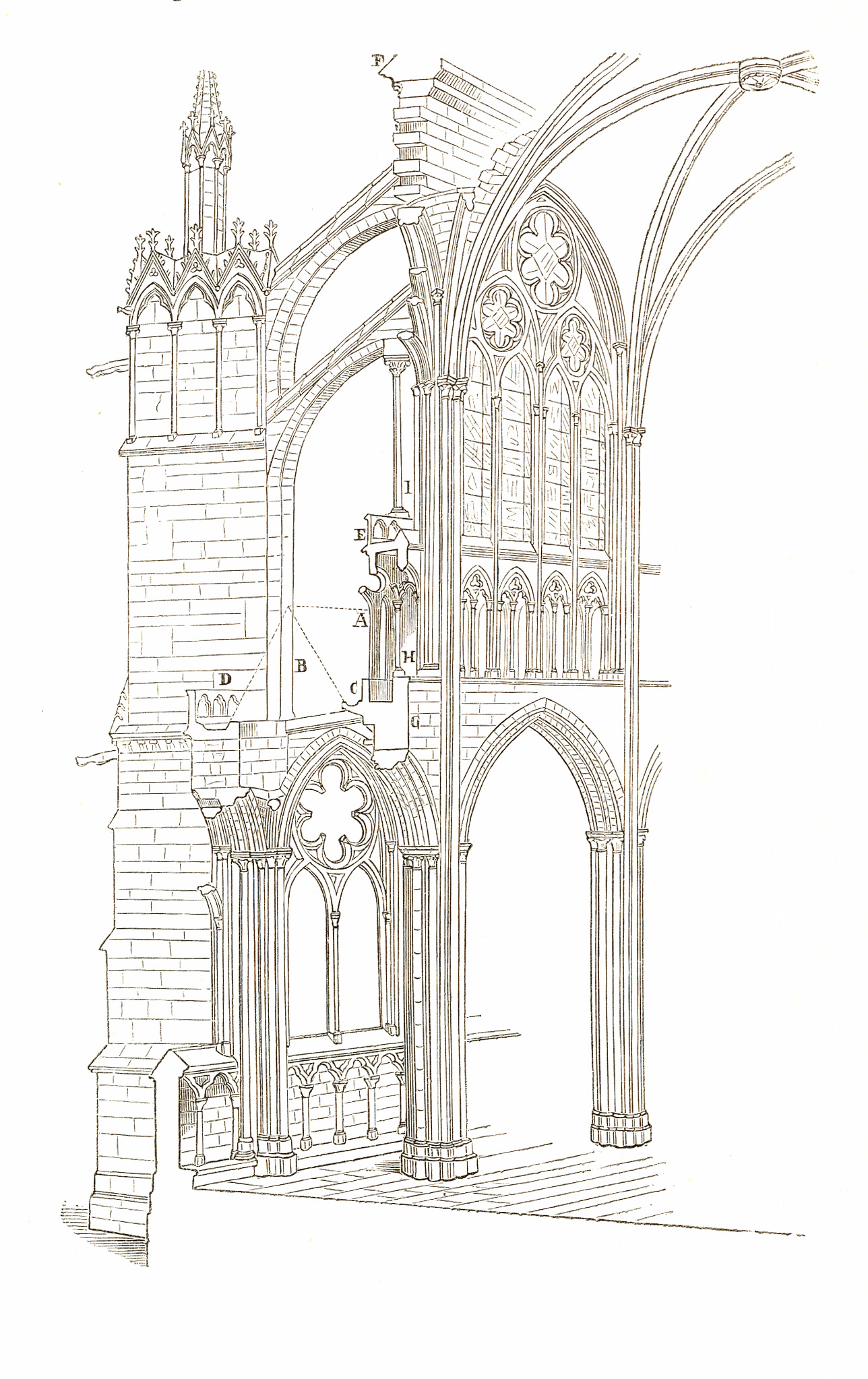
Spaccato dell'alzato del piedicroce.

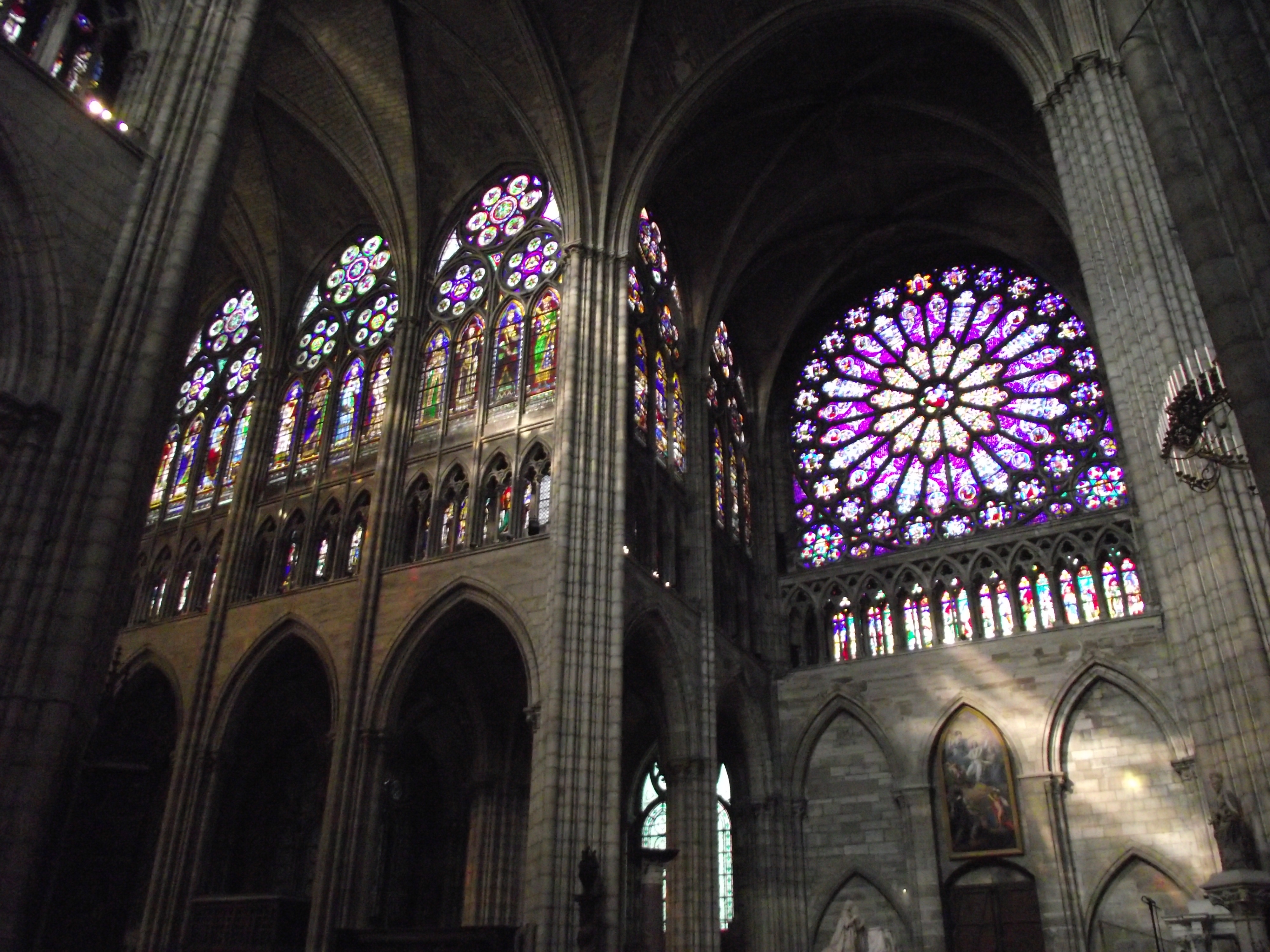
Il piedicroce e transetto duecenteschi.

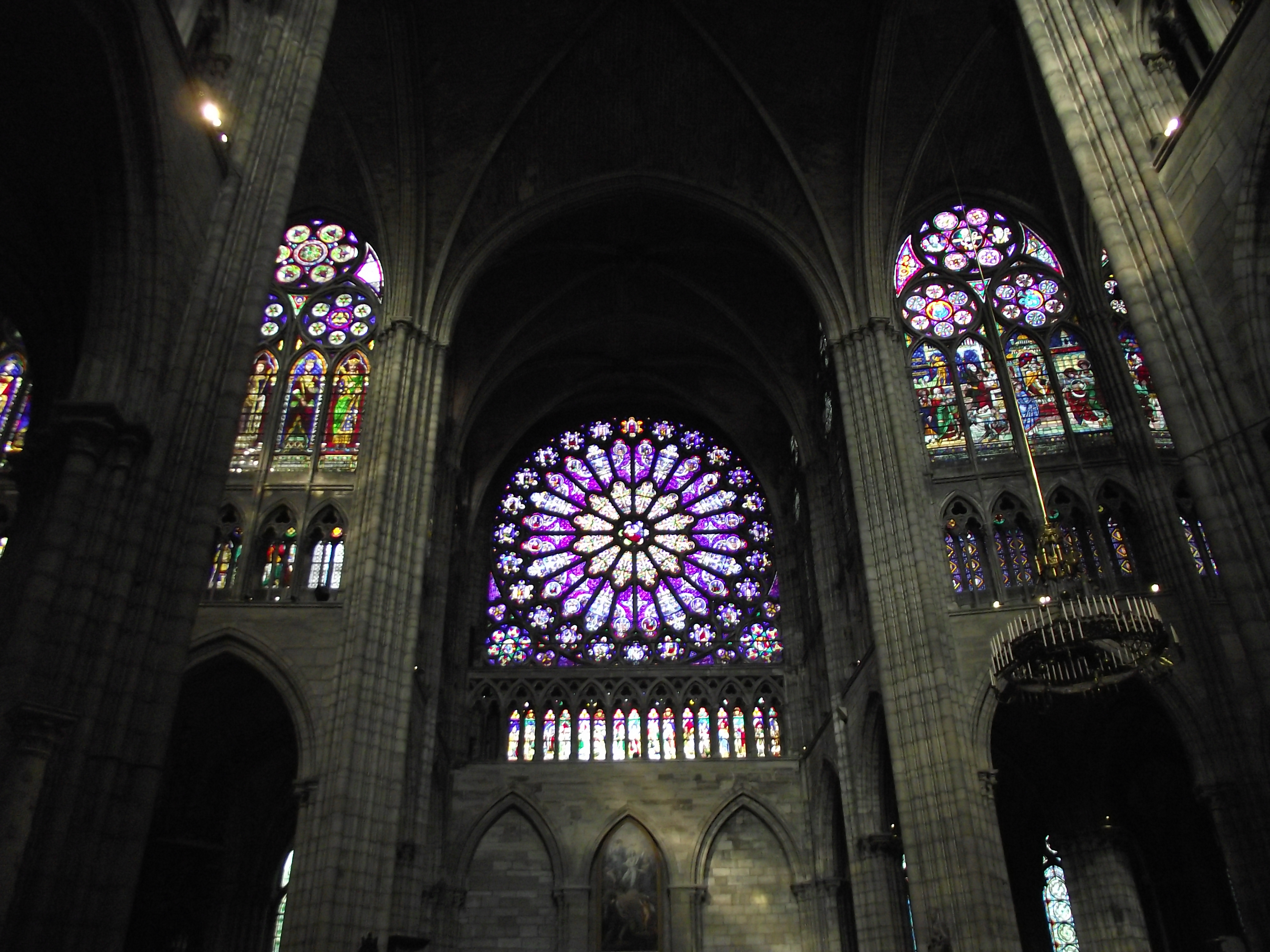
Il raccordo con il coro.

Nel XIII secolo il bisogno di spazio per la necropoli reale impone la ripresa dei lavori di ricostruzione da dove Sugerio li aveva arrestati. Fino a questo momento la chiesa presentava ancora il transetto e il piedicroce carolingi, assai vetusti, e incastrati fra i due grandi corpi della facciata e del coro di Sugerio. 
Quindi, per volere del giovane re Luigi IX di Francia, di sua madre Bianca di Castiglia, sua reggente, e dell'abate Eudes Clément (1228-1245), dal 1231 al 1281 si intraprende la ricostruzione del piedicroce, con volte alte 28 metri, e del vasto transetto. Anche il coro di Sugerio venne ritoccato, rifacendone la parte superiore; e la facciata, ricostruendo tra il 1190 e il 1230 la torre nord, culminante a 86 metri d'altezza, oggi smontata.
L'architetto, il cosiddetto Maestro di Saint-Denis, decise di conservare il doppio deambulatorio di Sugerio e le relative cappelle radiali; ma fa distruggere la parte superiore del coro. L'abate Eudes Clément vuole, infatti, che l'edificio sia raccordato all'altezza della facciata di Sugerio, quindi con coro e transetto più elevati, tuttavia mantenendo la caratteristica di una grande luminosità interna. 
Il nuovo impianto s'imposta su tre livelli: arcate, triforio e cleristorio. Il piano delle arcate è aperto sulle navate laterali, a sua volta chiuse da una schermata di grandi vetrate. Il triforio appare come una galleria di bifore binate totalmente aperte da vetrate verso l'esterno; le pareti del cleristorio spariscono quasi completamente, ridotte alla sola struttura dei pilastri, per lasciar spazio a enormi finestroni.
Per consentire una maggiore altezza all'edificio le colonne di Sugerio intorno al presbiterio vennero rimpiazzate con degli imponenti pilastri a fascio. Tuttavia la crociera risultò più larga del coro e le arcate più alte di quelle del deambulatorio di Sugerio. Così il nuovo architetto, per raccordare le due costruzioni, usa un sistema ingegnoso: intervenne sulle prime due campate all'imbocco del coro rendendole leggermente oblique; inoltre crea delle arcate gradualmente più basse per armonizzarle con quelle del coro di Sugerio e, al contrario, il triforio più alto man mano che si procede verso l'abside. Questi interventi sono talmente sottili che la transizione fra i due corpi di fabbrica resta quasi impercettibile, a ne aumenta il senso di grandiosità.
Nel 1247, succede al Maestro di Saint-Denis il celebre architetto Pierre de Montreuil, che sembra intervenire sul rosone del fronte meridionale del transetto.
Nel 1260 il transetto venne terminato, verso il 1270 la chiesa venne finita e nel 1281 venne infine consacrata.

### Storia moderna
La chiesa era anche il sacrario dei re di Francia, infatti tutti i sovrani defunti dal X secolo al 1789, ad eccezione di tre, vennero sepolti qui, e l'abbazia contiene anche alcuni notevoli esempi di monumenti sepolcrali.

#### La Rotonda dei Valois

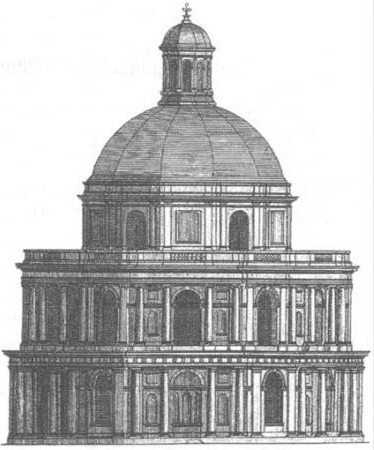
Il progetto della Rotonda dei Valois.

Verso il 1560 Caterina de' Medici, regina di Francia, commissionò il progetto di costruzione di una cappella funeraria per la Casa di Valois a Primaticcio. L'idea di Caterina era inspirata al celebre Mausoleo di Alicarnasso, una delle Sette meraviglie del mondo antico. Primaticcio invece s'ispirò ai templi italiani antichi, concependo un edificio esagonale di stile rinascimentale. 
La costruzione, adiacente alla facciata settentrionale del transetto della basilica, iniziò nel 1568, impiegando marmi bianchi, neri, grigi e rossi. Nel 1570 Primaticcio muore e nel 1572 re Carlo IX di Francia e sua madre Caterina approvano il definitivo progetto della cappella presentato da Jean Bullant. Manteneva l'impianto del Primaticcio ma vi aggiungeva un anello dodecagonale intorno che poneva le tombe di famiglia in sei cappelle laterali invece di addossarle alle pareti. Ora l'edificio presentava 30 metri di diametro e doveva essere coronato da cupola.
Tuttavia a causa dei problemi finanziari legati alle Guerre di religione la costruzione avanza molto lentamente fino ad essere abbandonata nel 1586 quando si era arrivati al livello del secondo cornicione. Nel 1589 Caterina de' Medici muore e i successivi Borbone realizzarono solo un tetto provvisorio, conico, nel 1621.
Completamente abbandonata, la rotonda, venne smantellata nel 1719 e la tomba portata all'interno della basilica.

#### La Cappella dei Borbone
Nel 1665 il giovane Re Sole voleva erigere una cappella sepolcrale per la Casa di Borbone e incarica il suo sovrintendente e consigliere Jean-Baptiste Colbert di studiarne un progetto. Colbert si indirizzò a François Mansart e Gian Lorenzo Bernini, i quali presentarono ciascuno due progetti molto ambiziosi.
Colbert infine li rifiutò tutti col pretesto di considerarli troppo costosi e imponenti in confronto alla chiesa stessa che ne diventava un accessorio.
Malgrado i due architetti rifecero dei progetti minori, niente venne mai realizzato.

### La Rivoluzione francese

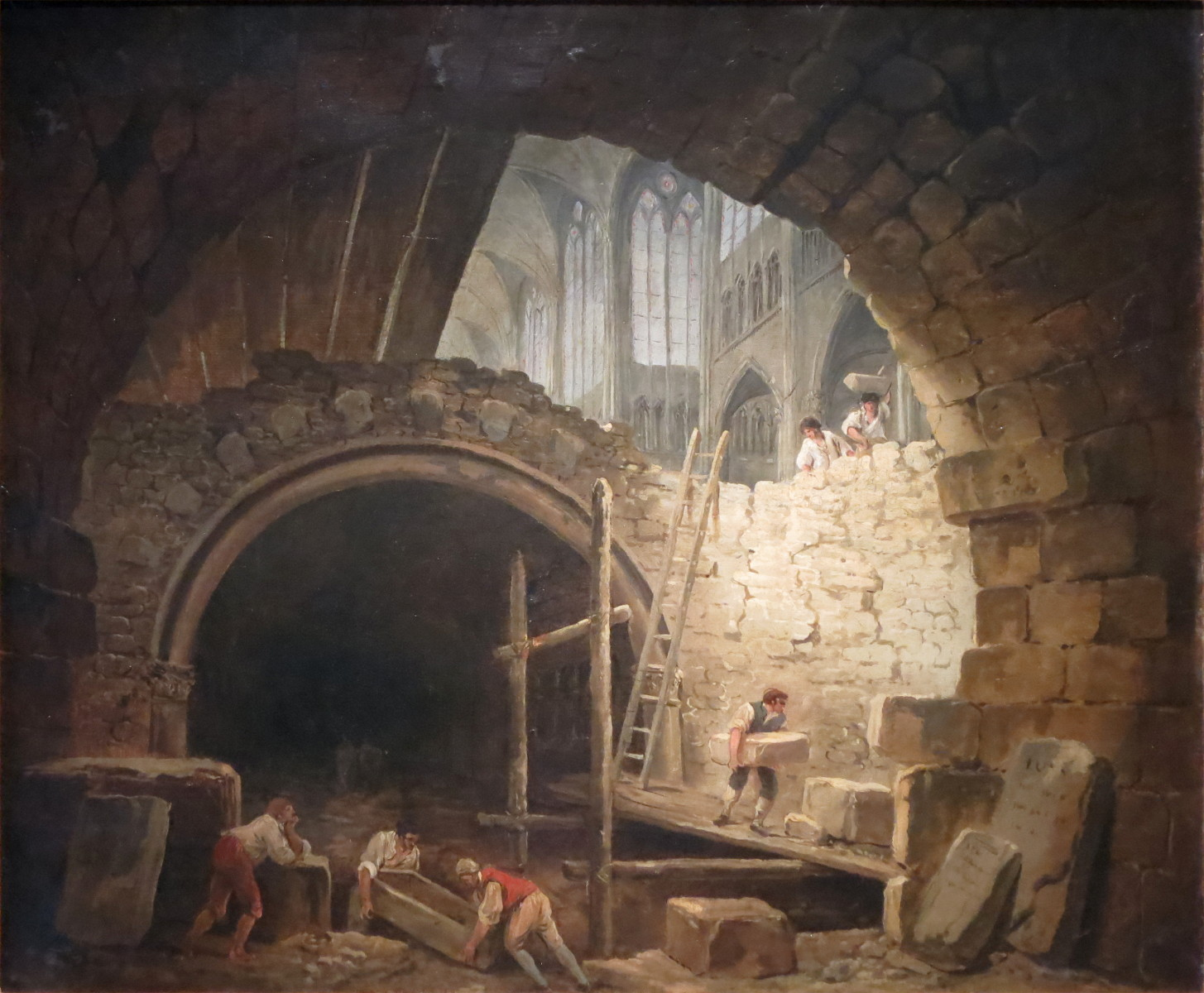
La Violazione delle tombe a Saint-Denis, dipinto di Hubert Robert (olio su tela, Musée Carnavalet).

Durante la Rivoluzione francese le tombe vennero profanate e i resti dei re gettati in fosse comuni. La maggior parte dei monumenti funerari fu salvata dall'archeologo Alexandre Lenoir, che li richiese come oggetti per il suo museo dei monumenti francesi.

### Restauri

#### Ripristino della Necropoli reale
Napoleone Bonaparte fece riaprire la chiesa nel 1806 e costituì un capitolo di dieci canonici, da lui scelti, per la cura della Basilica; con il suo primo esilio all'Elba i Borbone ritornarono al potere.
Luigi XVIII ordina nel 1816 a Alexandre Lenoir di riabilitare la basilica e il 19 gennaio 1817, fece riaprire la fossa comune dove erano sepolti i re di Francia per riportarne i resti nella cripta della chiesa. I resti di Luigi XVI e Maria Antonietta furono ritrovati già il 21 gennaio 1815. Tuttavia, a causa dell'impiego della calce, fu impossibile identificare gli altri, che furono pertanto raccolti in un ossario sigillato da lastre di marmo nero con suscritti i nomi dei monarchi inumati. Il sovrano non restituì la Basilica alla comunità benedettina ma confermò nel 1817 l'esistenza di un capitolo di canonici secolari da lui ampliato rispetto a quello napoleonico e formato da ben 34 membri, di cui 10 "canonici maggiori" scelti tra i vescovi francesi (inizialmente scelti tra i vescovi che erano stati privati delle proprie diocesi in seguito al Concordato del 1801) sotto l'autorità del Grande elemosiniere di Francia, rendendolo quindi esente dall'arcidiocesi di Parigi, come suo primicerio (tale capitolo fu poi abolito dal governo repubblicano nel 1895, ma già nel 1838 i canonici effettivi erano ridotti a 14 di cui uno, nominato d'accordo con la diocesi, era il parroco).
Luigi XVIII, alla sua morte nel 1824, fu sepolto al centro della cripta, vicino alla tomba di Luigi XVI e Maria Antonietta. Vennero inoltre ricollocati i monumenti funerari trasportati al museo dei monumenti francesi sotto la direzione dell'architetto Eugène Viollet-le-Duc, famoso restauratore di edifici gotici. Venne infine trasportato nella cripta anche il corpo del re Luigi VII che era stato in precedenza sepolto nell'abbazia di Saint-Pont e la cui tomba non era stata distrutta dai rivoluzionari.

#### Restauro del complesso

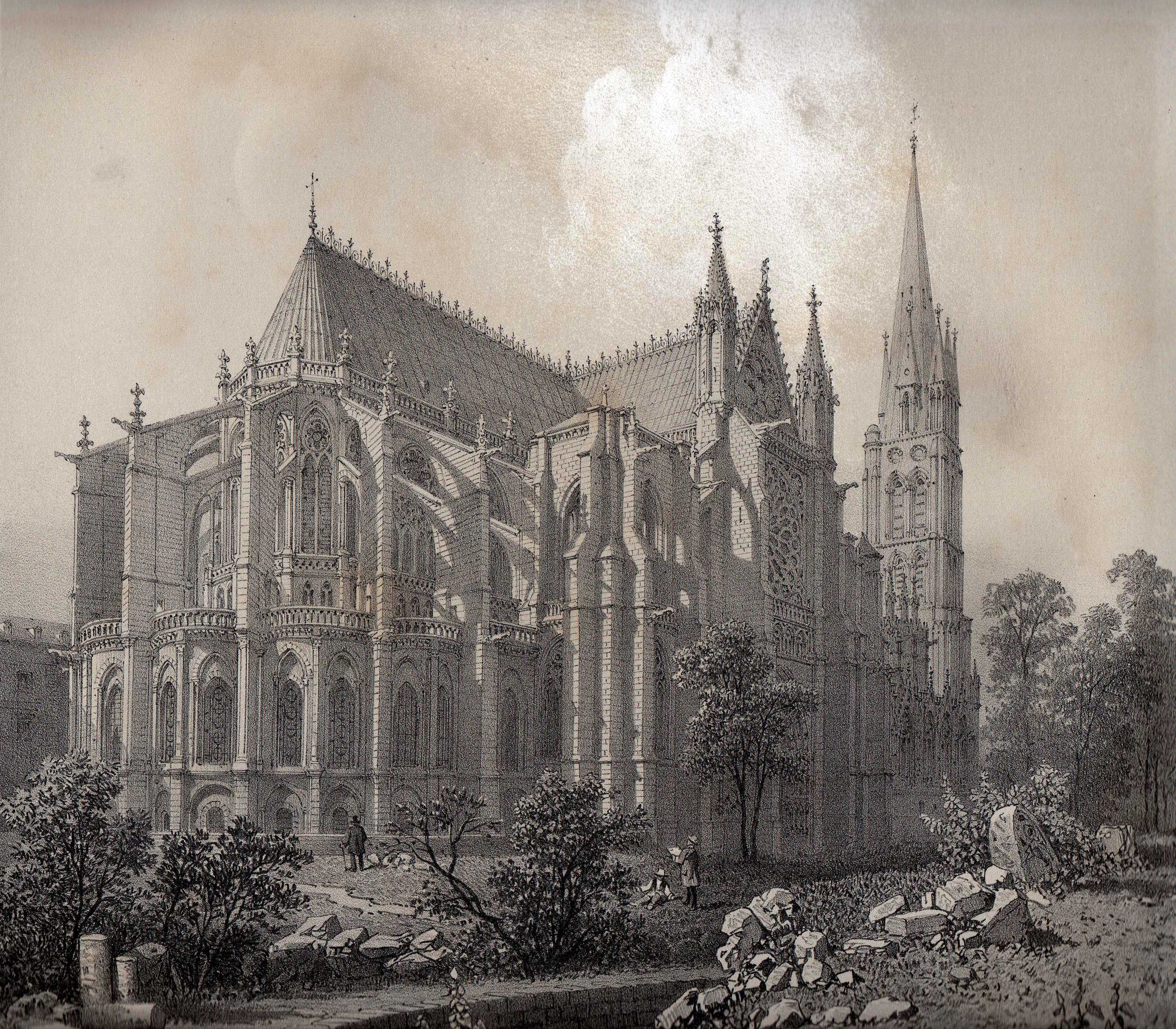
Veduta della chiesa con la torre nord in una stampa del 1861.

Delle grandi campagne di restauro sono intraprese a partire dal 1813, e diversi architetti ne partecipano anche reinterpretando o innovando certe parti dell'edificio. Fu il caso di François Debret, architetto per i monuments historiques (ACMH), allora responsabile dell'edificio, che utilizzò delle maniere più rinnovatrici che non restauratrici, come il rialzo della pavimentazione interna infossando i pilastri e la soppressione di sculture sulla facciata. Soprattutto Debret è conosciuto per un fatto assai importante: lo smantellamento della torre nord della facciata. Infatti, nel 1846 una tempesta detta "Trombe de Gonesse" s'abbatté su Saint-Denis e danneggiò la guglia del campanile nord, mentre dodici campanili della regione crollano. François Debret giudica la guglia pericolante e nel 1847 decreta di smontarla, pietra per pietra, numerandola, secondo l'uso del tempo. Ancora oggi tutte le pietre sono perfettamente conservate e si attende un'autorizzazione statale per poter rimontare la torre, secondo un progetto avviato già nel 1987 da Marcelin Berthelot e più volte rilanciato.
Dal 1846 al 1879 fu Eugène Viollet-le-Duc a essere incaricato di recuperare i danni gravosi fatti da Debret, salvando la basilica dalla rovina. Portò a termine i lavori di restauro e rimediò agli interventi "fatalistici" di Debret, riorganizzò le tombe all'interno e presentò un nuovo progetto per la ricostruzione delle due torri della facciata, mai realizzato.

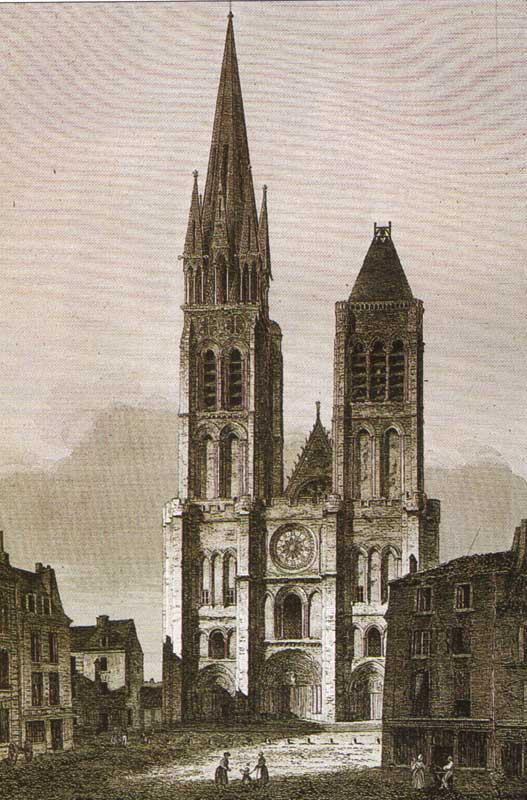
La facciata con le due torri
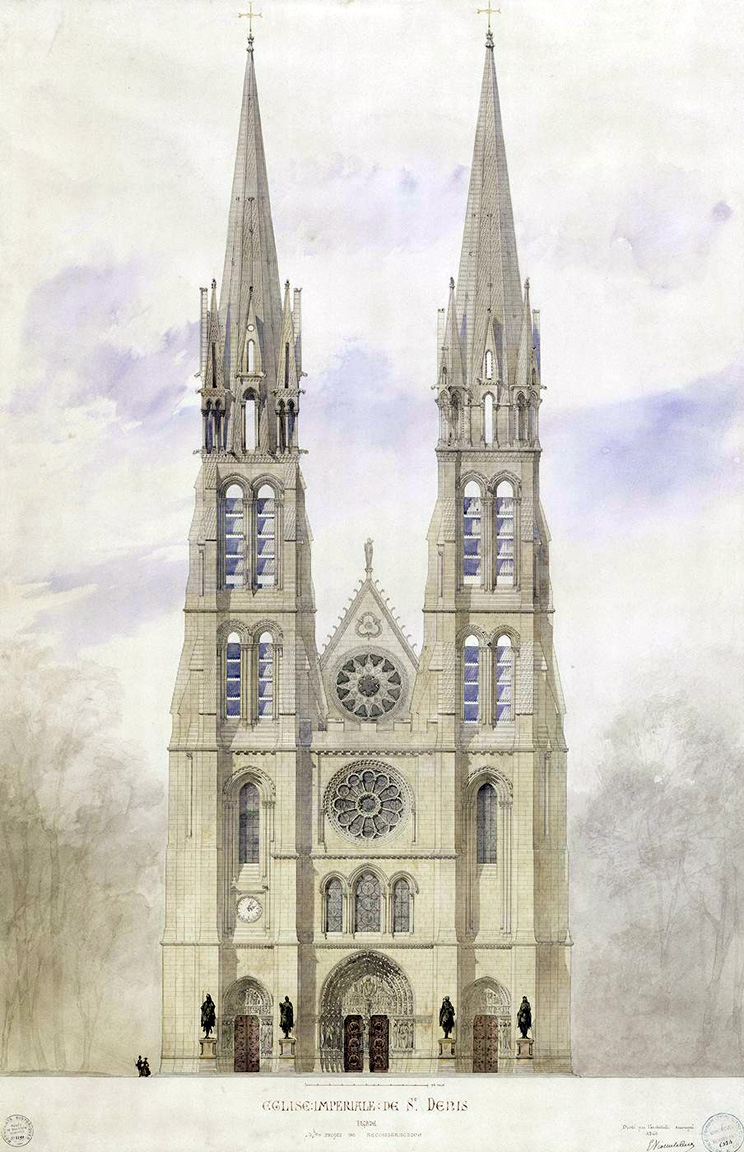
Il progetto di Viollet-le-Duc per la facciata

## Descrizione

### Esterno
L'esterno è ritmato dalla cadenza dei contrafforti e archi rampanti che inquadrano e sostengono le masse architettoniche del piedicroce e del coro. 
Domina la struttura il grande tetto rivestito da lastre di rame, che gli conferisce il caratteristico colore verdastro, sormontato da una caratteristica cresta traforata.
Intorno all'edificio si aprono tre facciate: la principale, verso ovest all'inizio del piedicroce, romanico-gotica e una per ogni testata del transetto, aperta da grandi rosoni. In particolare la facciata del transetto meridionale presenta il rosone e il portale disegnati da Pierre de Montreuil nel 1259; inoltre il portale ingloba statue-colonna risalenti al 1170.

#### Facciata

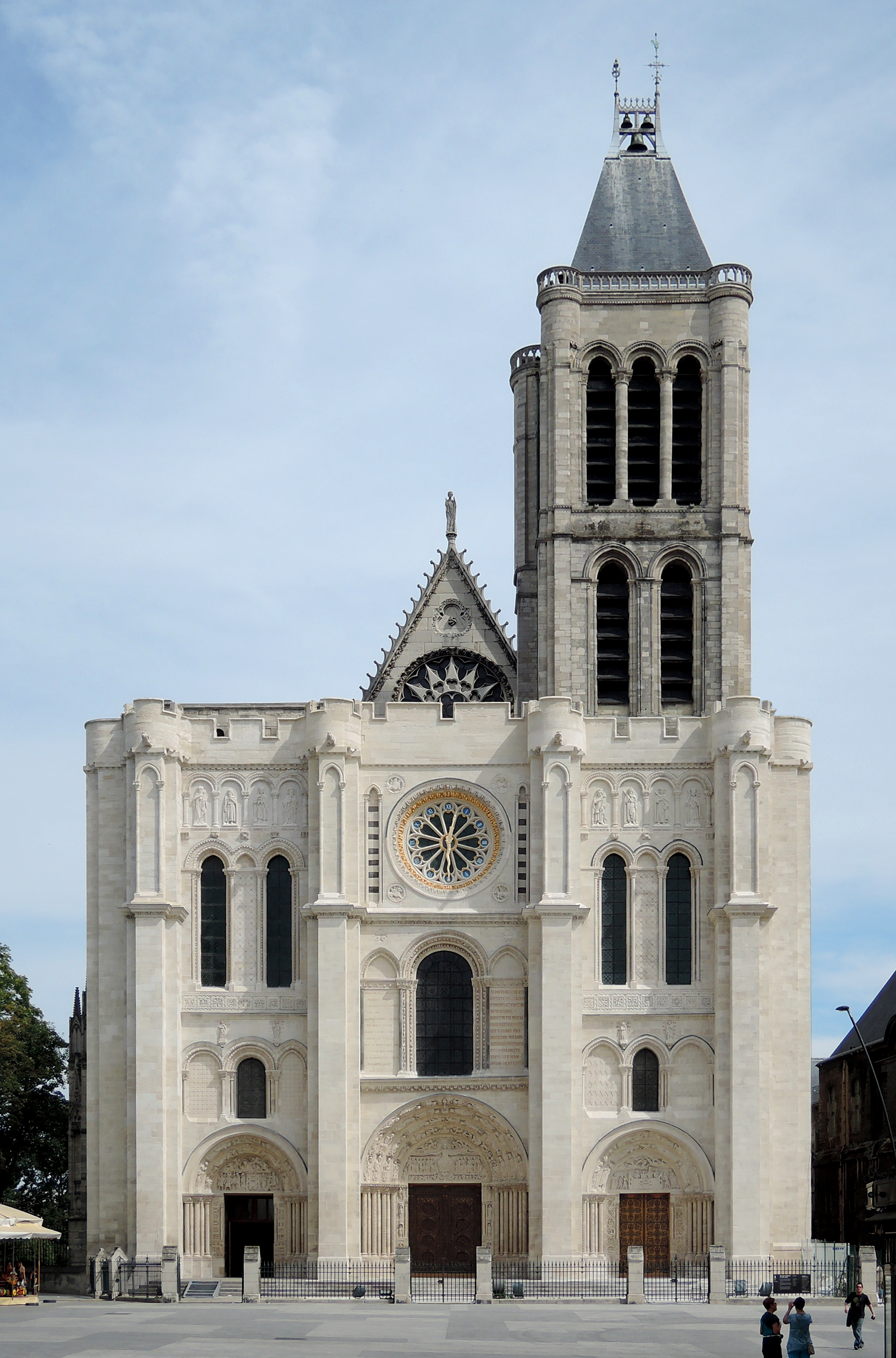
La facciata

La facciata principale, verso ovest, venne realizzata fra il 1136 e il 1140 in uno stile di transizione dal romanico al gotico. Infatti se la sua verticalità e il rosone la invia verso lo stile gotico, i portali a tutto sesto la ritengono ancora ancorata al romanico.
Appare divisa verticalmente in tre parti da robusti pilastri; aperta in basso dai portali scolpiti e in seguito da gallerie cieche, finestroni e rosone. In alto è coronata da una merlatura da dove s'innalza la torre sud, l'unica rimasta dopo la demolizione di quella nord da parte di Debret nel 1847.
Portale di sinistra
Detto anche Portale del martirio in quanto raffigura nel timpano il martirio dei santi Dionigi, Eleuterio e Rustico, presenta nei piedritti i segni zodiacali.
Portale centrale
Conosciuto come Portale del Giudizio, presenta le Vergini sagge e le vergini stolte sui piedritti; il Giudizio universale con Cristo in mandorla al centro appare nel timpano e prosegue nel primo archivolto interno con scene del paradiso, nella metà sinistra, e dell'inferno in quella destra. Gli altri archivolti raffigurano i 24 Vecchi dell'Apocalisse.
La porta, mutilata del pilastro centrale nel 1719, venne rifatta nel XIX secolo fedele a quello bronzee medievali, e rappresentano la Passione e la Resurrezione.
Portale di destra
Anche detto Portale della Comunione, deve il nome al rilievo del timpano dell'Ultima Comunione, dove san Dionigi e i suoi compagni ricevono per l'ultima volta la Comunione direttamente dalle mani di Cristo, prima del loro martirio. Nei piedritti vi è rappresentato il Calendario, dove i mesi dell'anno sono raffigurati dai lavori agricoli.

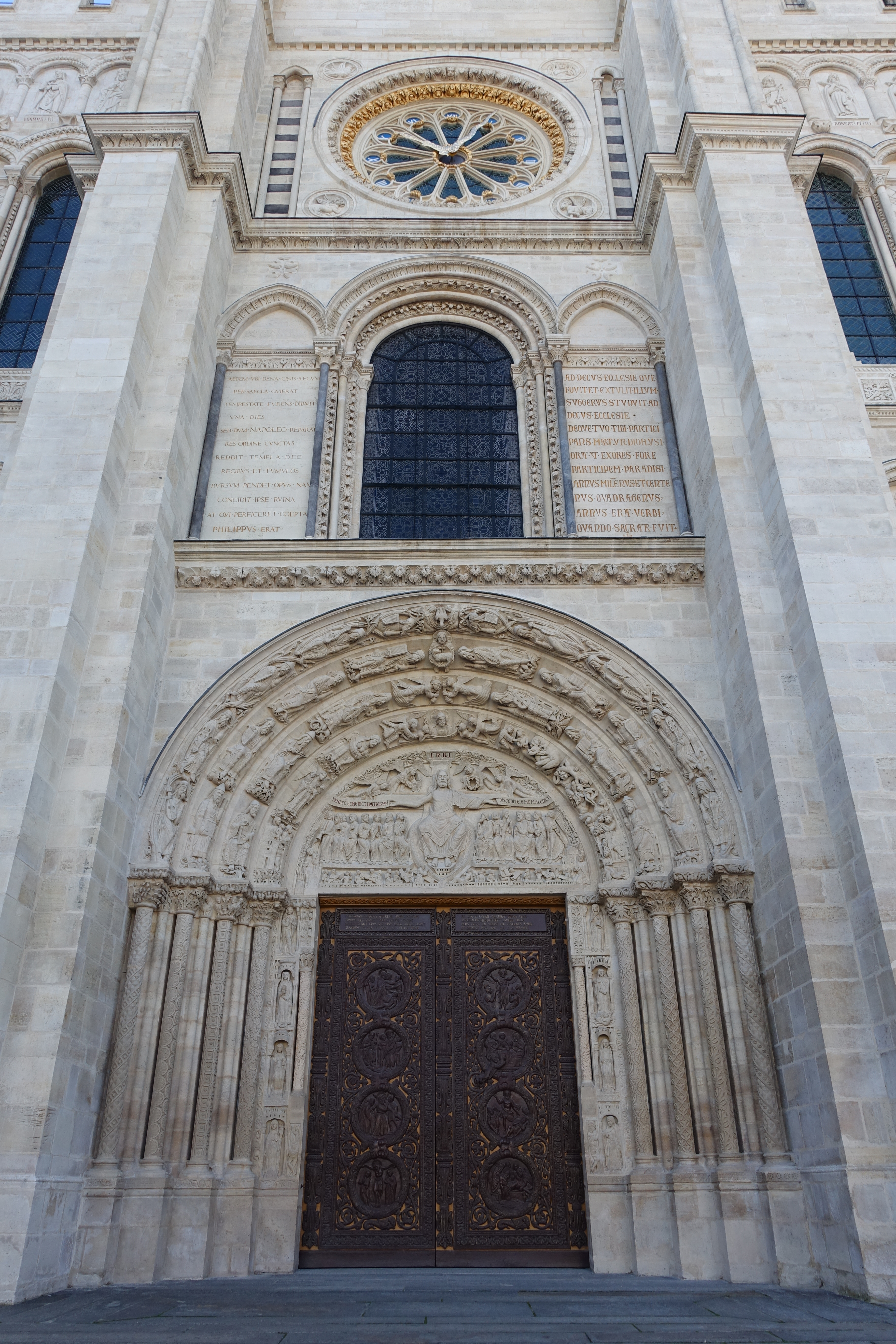
Parte centrale della facciata
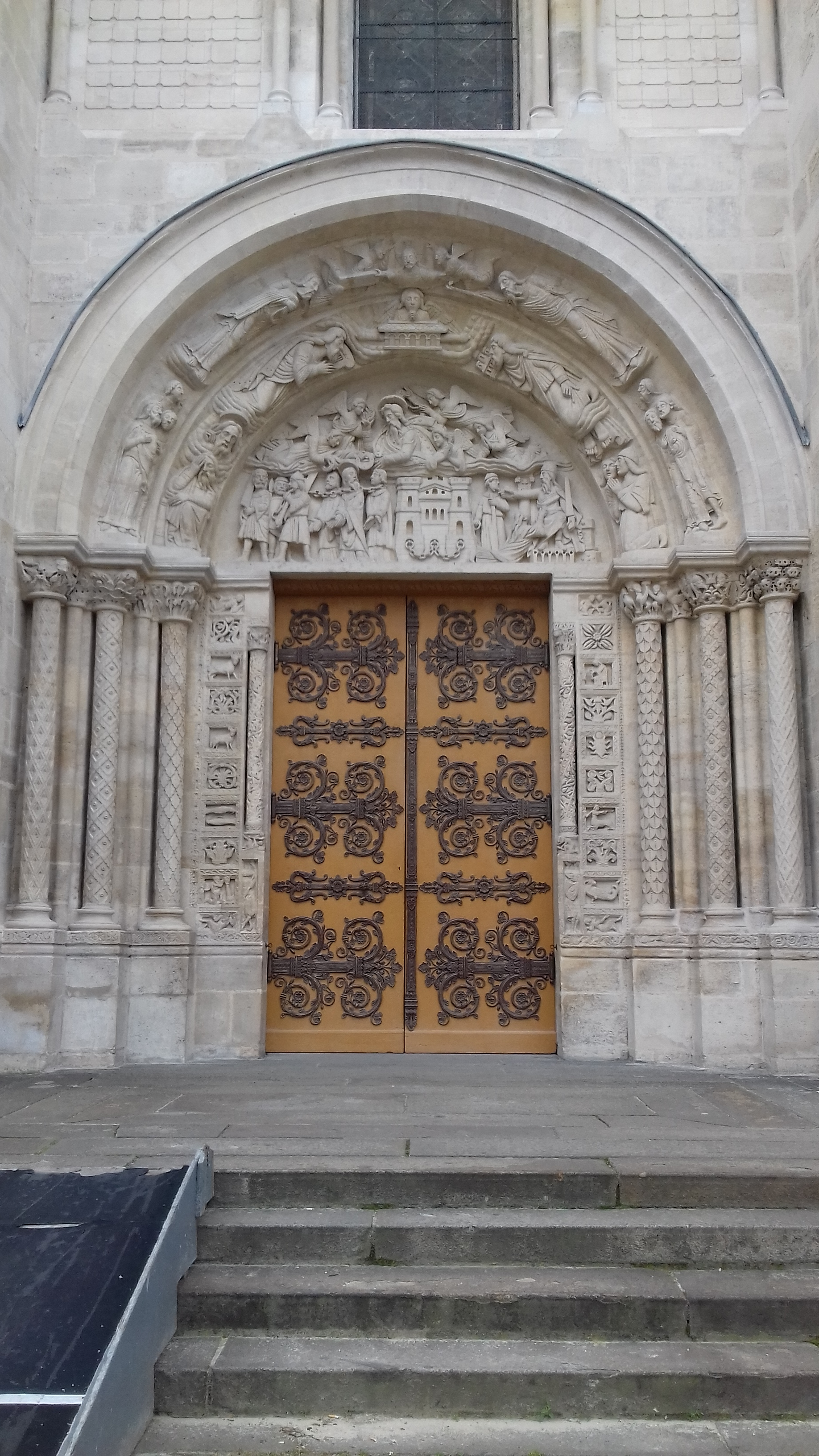
Il Portale del martirio
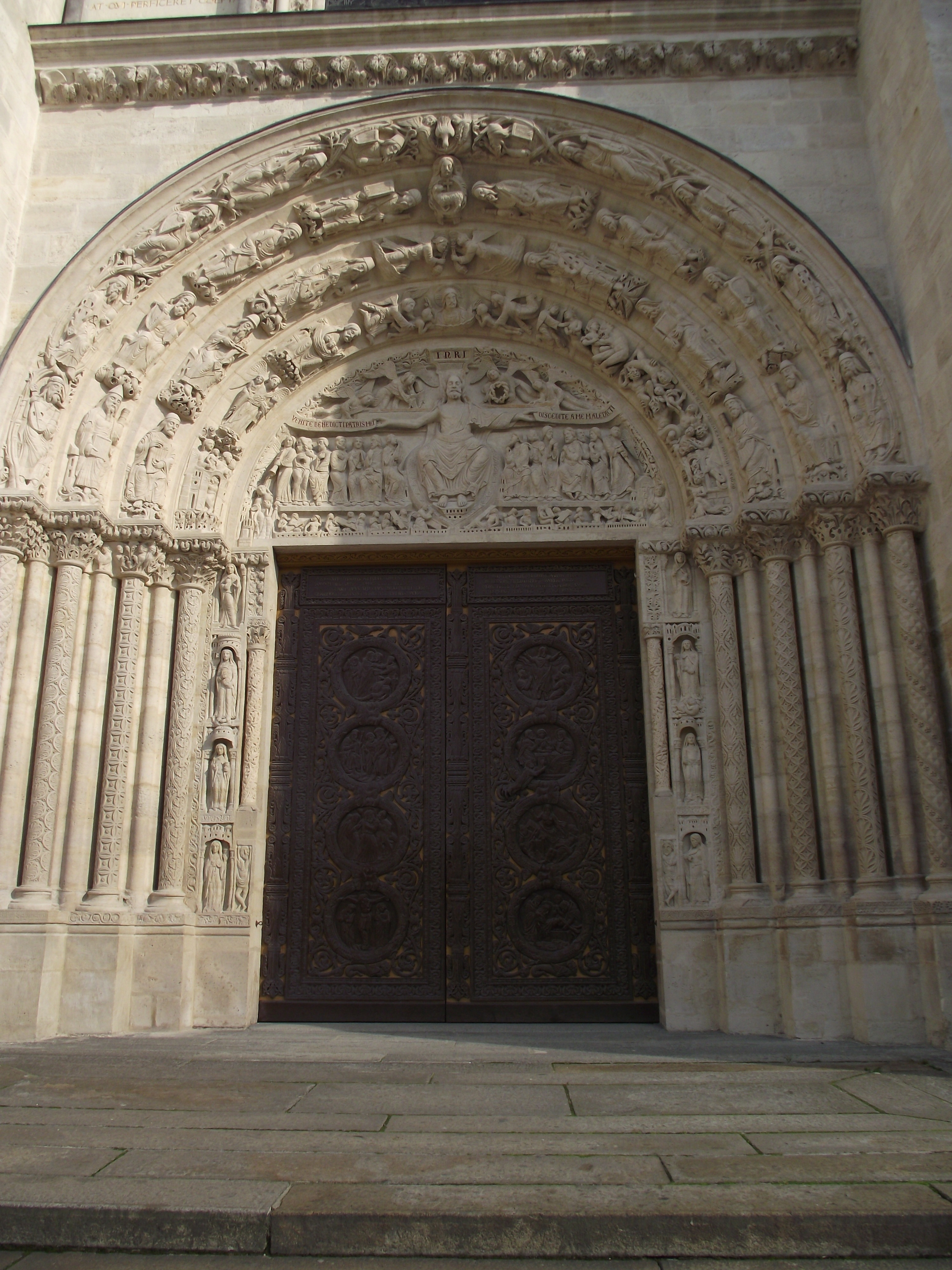
Il Portale del Giudizio
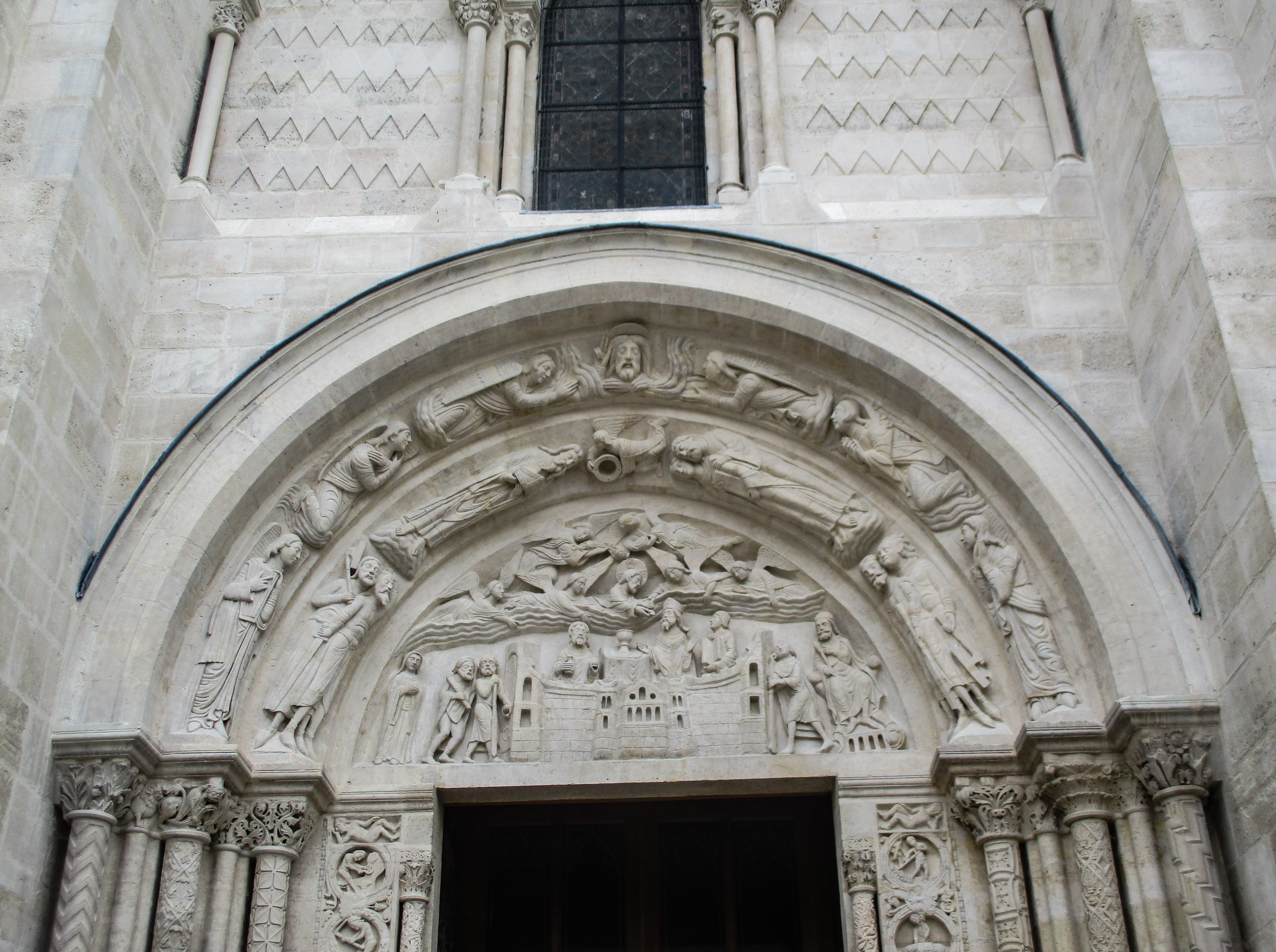
Il Portale dell'ultima Comunione

### Interno

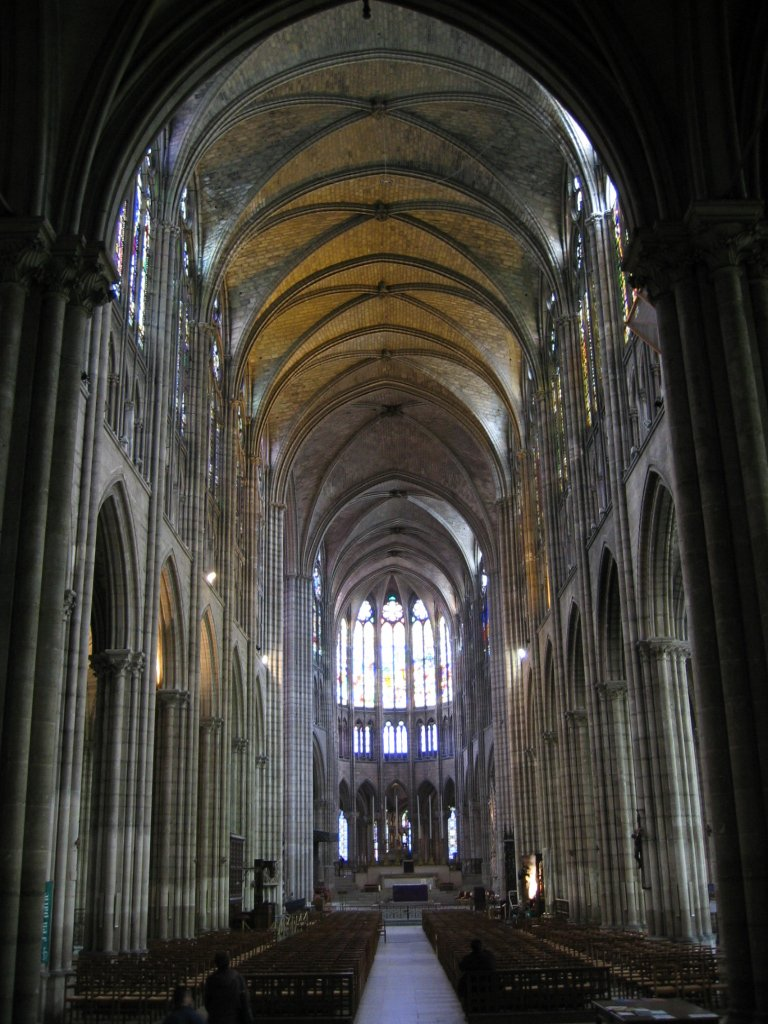
L'interno.

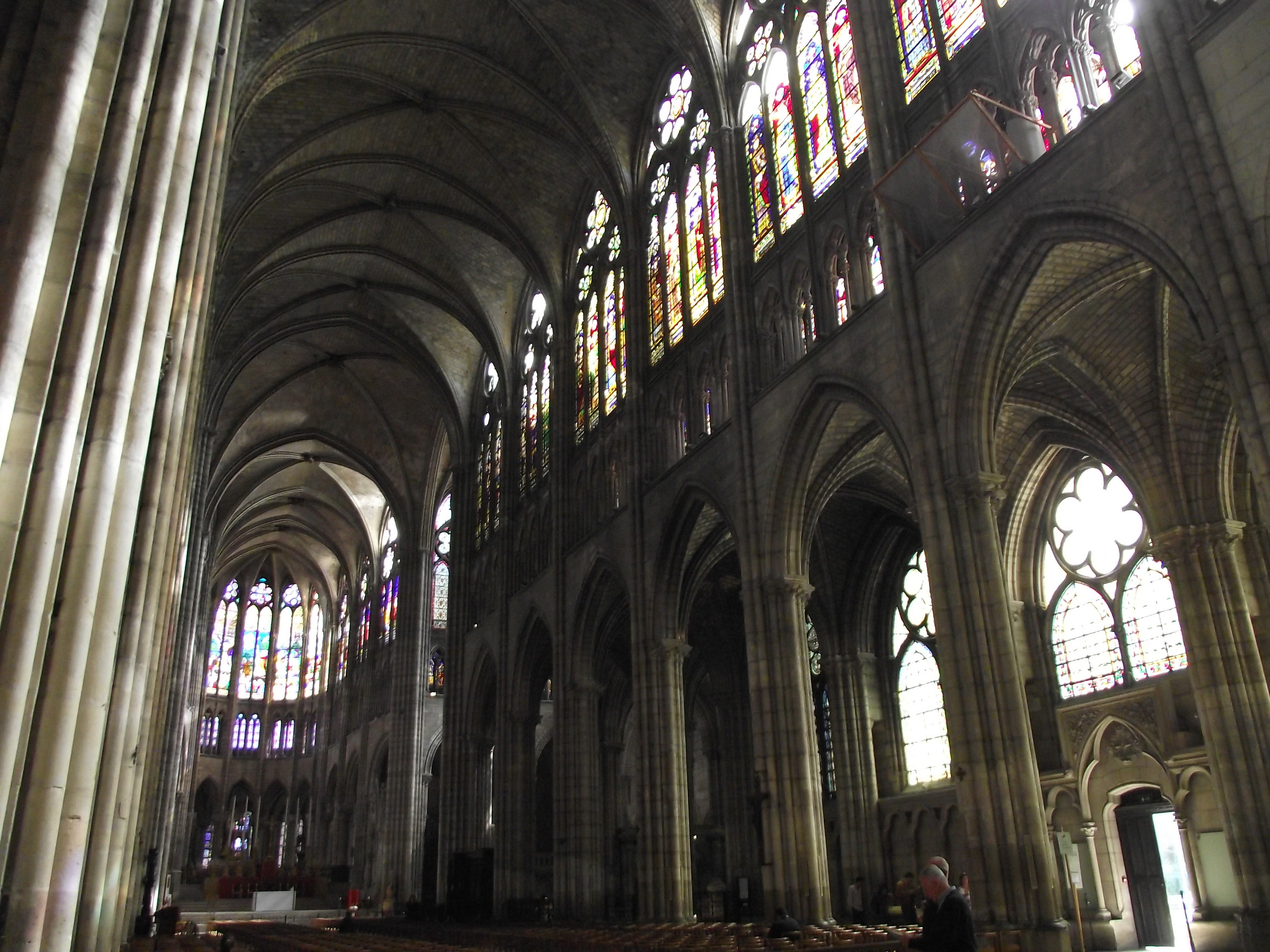
Veduta dell'interno con le vetrate.

Il grandioso interno, preceduto da nartece, è a pianta a croce latina, con transetto, coro a doppio deambulatorio sul quale s'innestano sette cappelle radiali e cripta sottostante. Piedicroce e transetto appaiono divisi in tre navate da pilastri a fascio che inquadrano tre livelli: le arcate, il triforio e il cleristorio. Tutte le finestre accolgono grandi vetrate che inondano di luce l'ambiente.

#### Tombe reali
Tutte le tombe reali sono disseminate nel transetto, nel deambulatorio e nella cripta romanica. Molte vennero profanate durante la Rivoluzione francese e costituiscono una superba collezione d'arte funeraria francese dal Medioevo al Rinascimento. Fra esse spiccano:
- Tomba di Dagoberto I (610-639), fu il primo re sepolto nella basilica. La sua tomba, monumentale, venne realizzata nel XIII secolo.
- Tomba di Francesco I e di sua moglie Claudia di Francia, grandiosa opera disegnata da Philibert Delorme nel 1548 con statue di Pierre Bontemps, François Marchant, Jacques Chanterel e Ambroise Perret.
- Tomba di Luigi XII di Francia e Anna di Bretagna, opera eseguita a Tours nel 1516-22 dai fiorentini Giovanni e Giusto Betti
- Tomba di Enrico II e Caterina de' Medici, opera del 1570 disegnata da Primaticcio con statue di Germain Pilon

#### Opere d'arte
Innumerevoli sono le opere d'arte ancora conservate nella basilica malgrado le distruzioni della Rivoluzione francese:
- Madonna col Bambino, opera romanica in legno policromo del XII secolo.
- Stalli lignei. Alla fine della navata centrale, prima della crociera, si trovano degli stalli rinascimentali di finissima fattura, eseguiti nel XVI da un artista italiano per il Castello di Gaillon[19].
- Urna col cuore di Francesco I, opera in marmo bianco del 1556 eseguita da Pierre Bontemps
- Colonna col Cuore di Francesco II, opera in marmo bianco disegnata da Primaticcio
- Statue giacenti di Enrico II e Caterina de' Medici, di Germain Pilon

#### Organo
Il grande organo in controfacciata venne realizzato da Aristide Cavaillé-Coll fra il 1834 e il 1840.
Titolare:
- 1840-1866: Charles-Prosper Simon
- 1866-1870: Delahaye
- 1896-1937: Henri Libert
- 1937-1977: Henri Heurtel
- 1987-2018: Pierre Pincemaille
- dal 2018: Quentin Guérillot

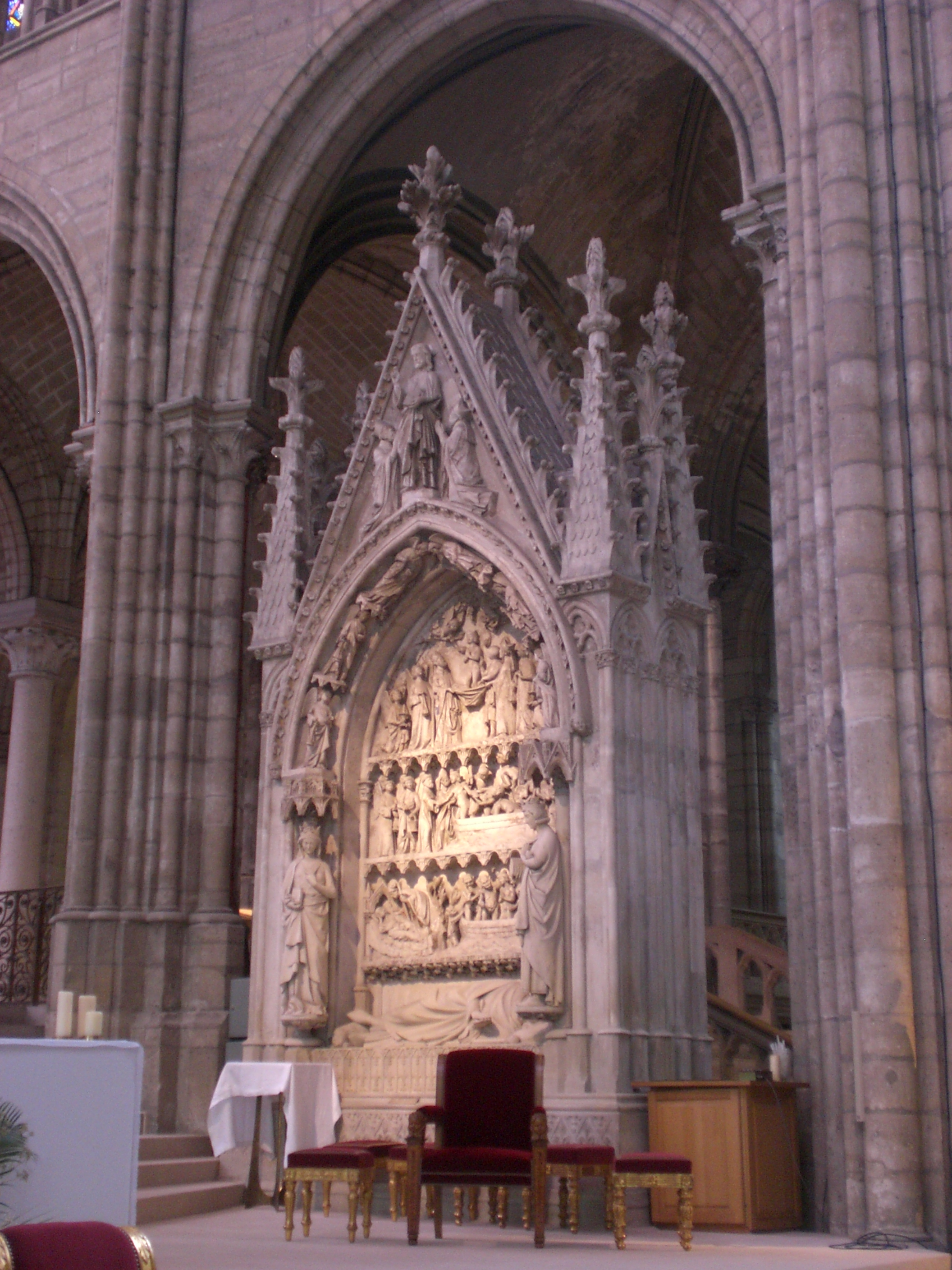
Tomba di Dagoberto I
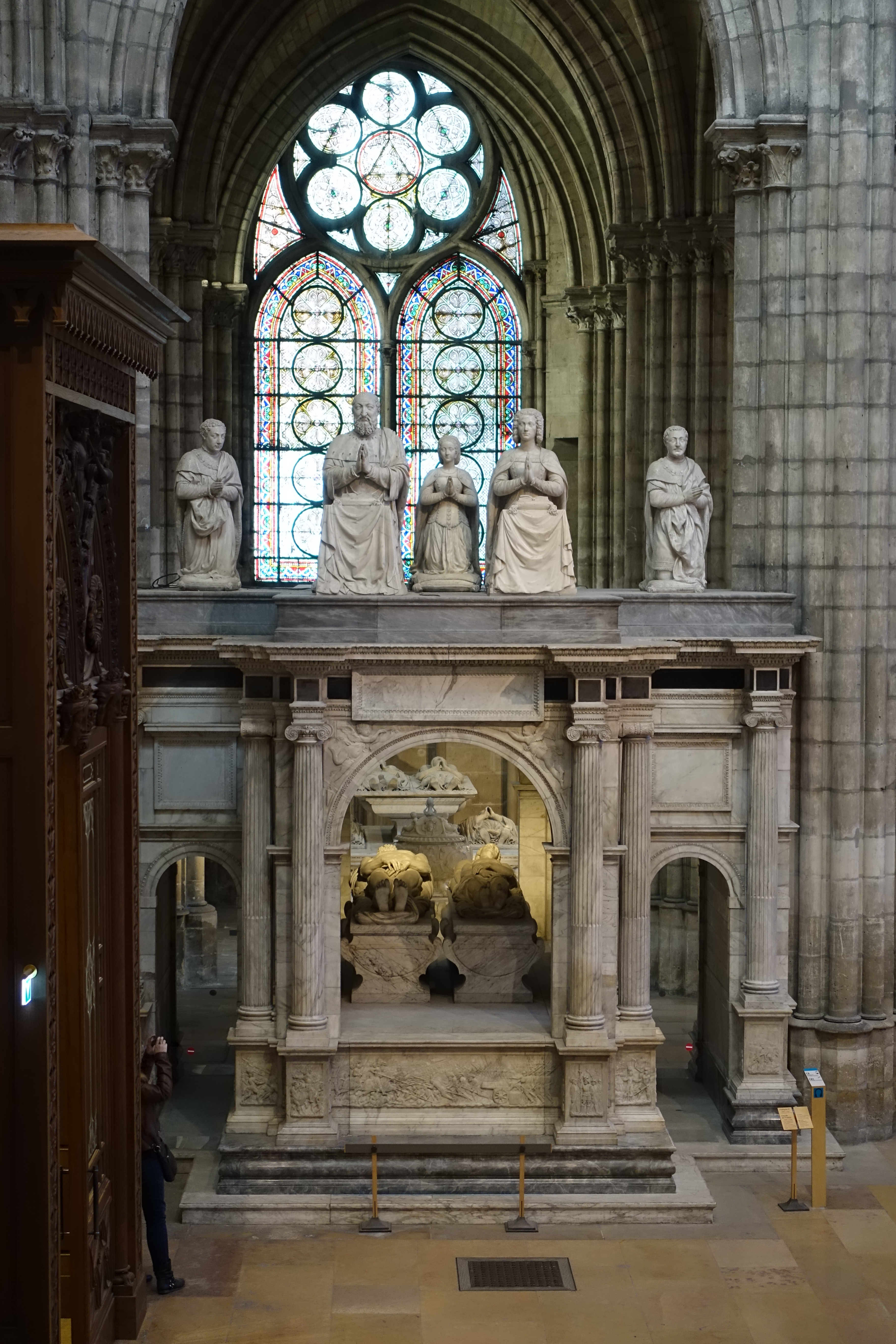
Tomba di Francesco I e Claudia di Francia
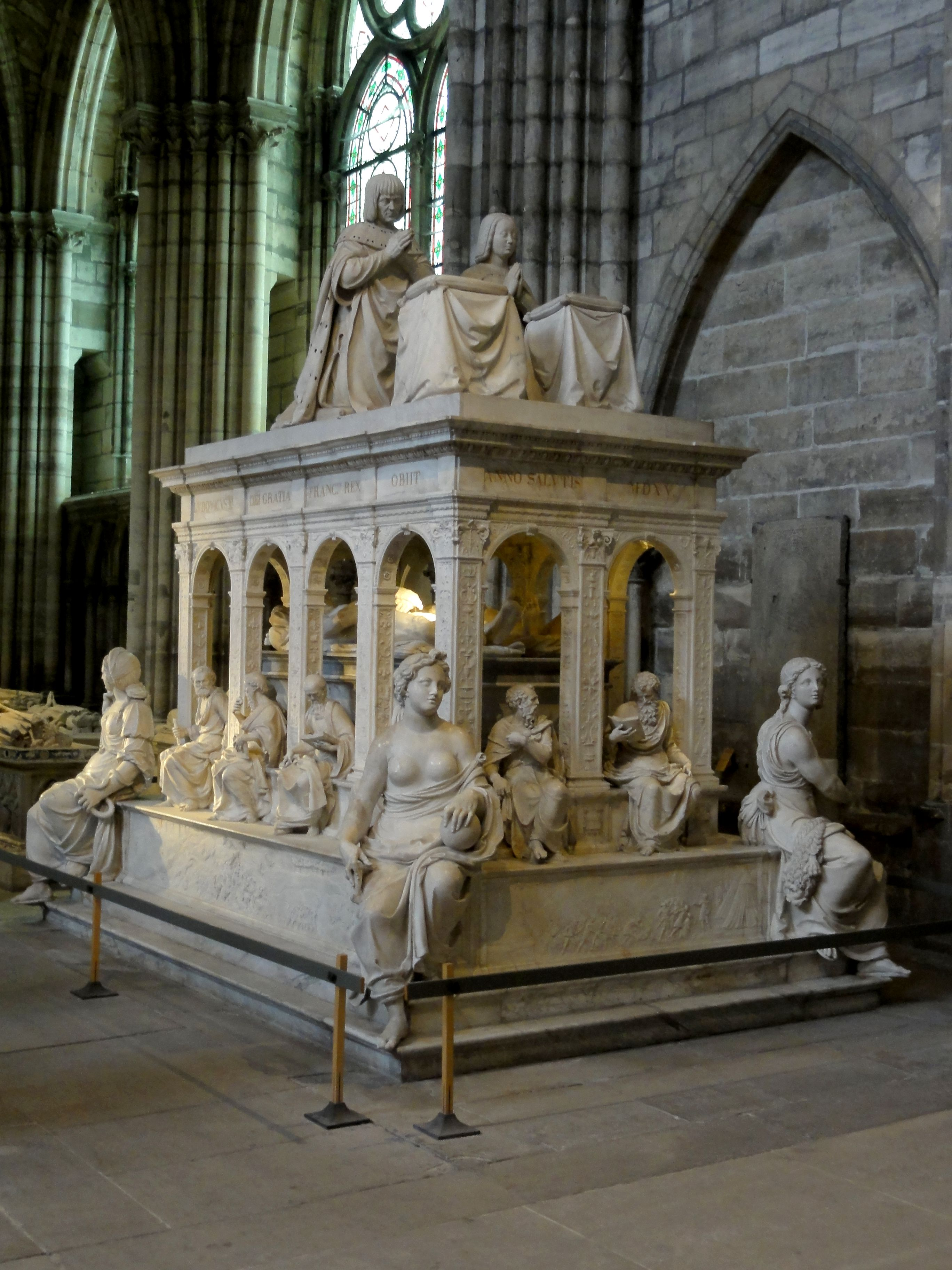
Tomba di Luigi XII e Anna di Bretagna
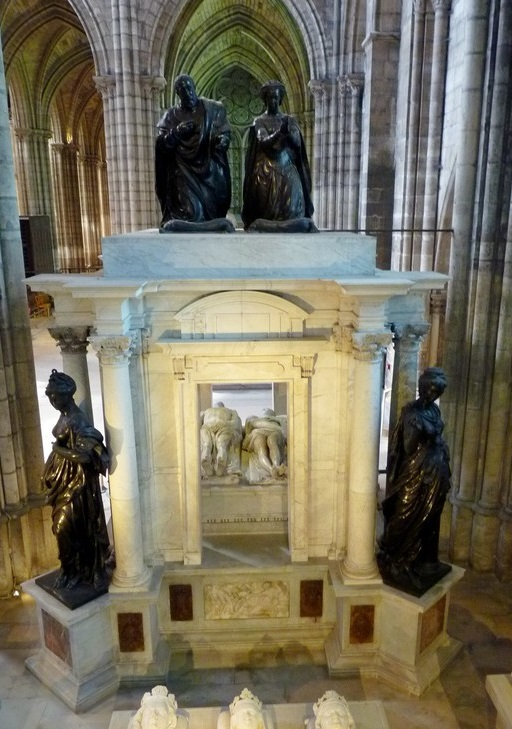
Tomba di Enrico II e Caterina de' Medici
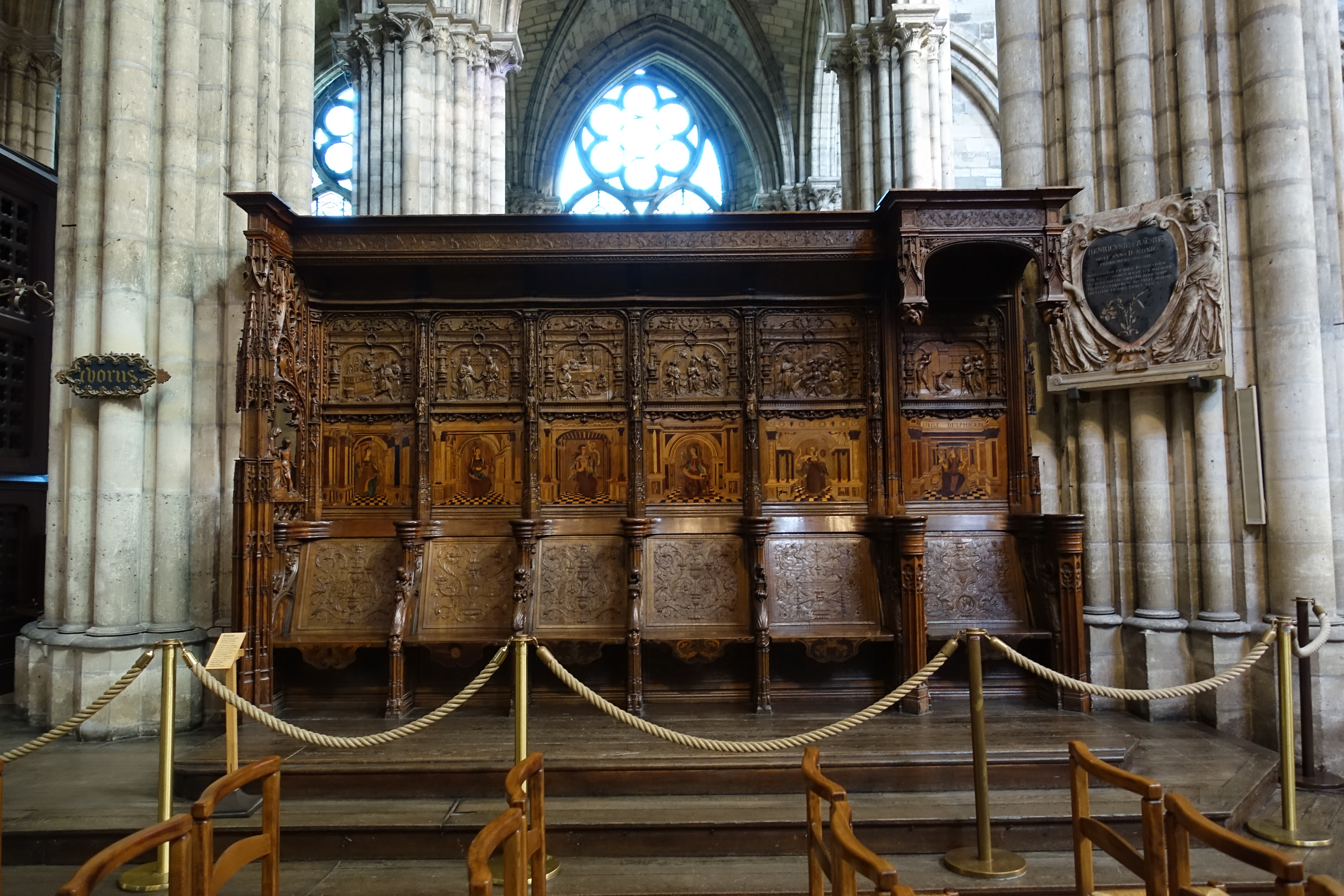
Gli stalli rinascimentali.
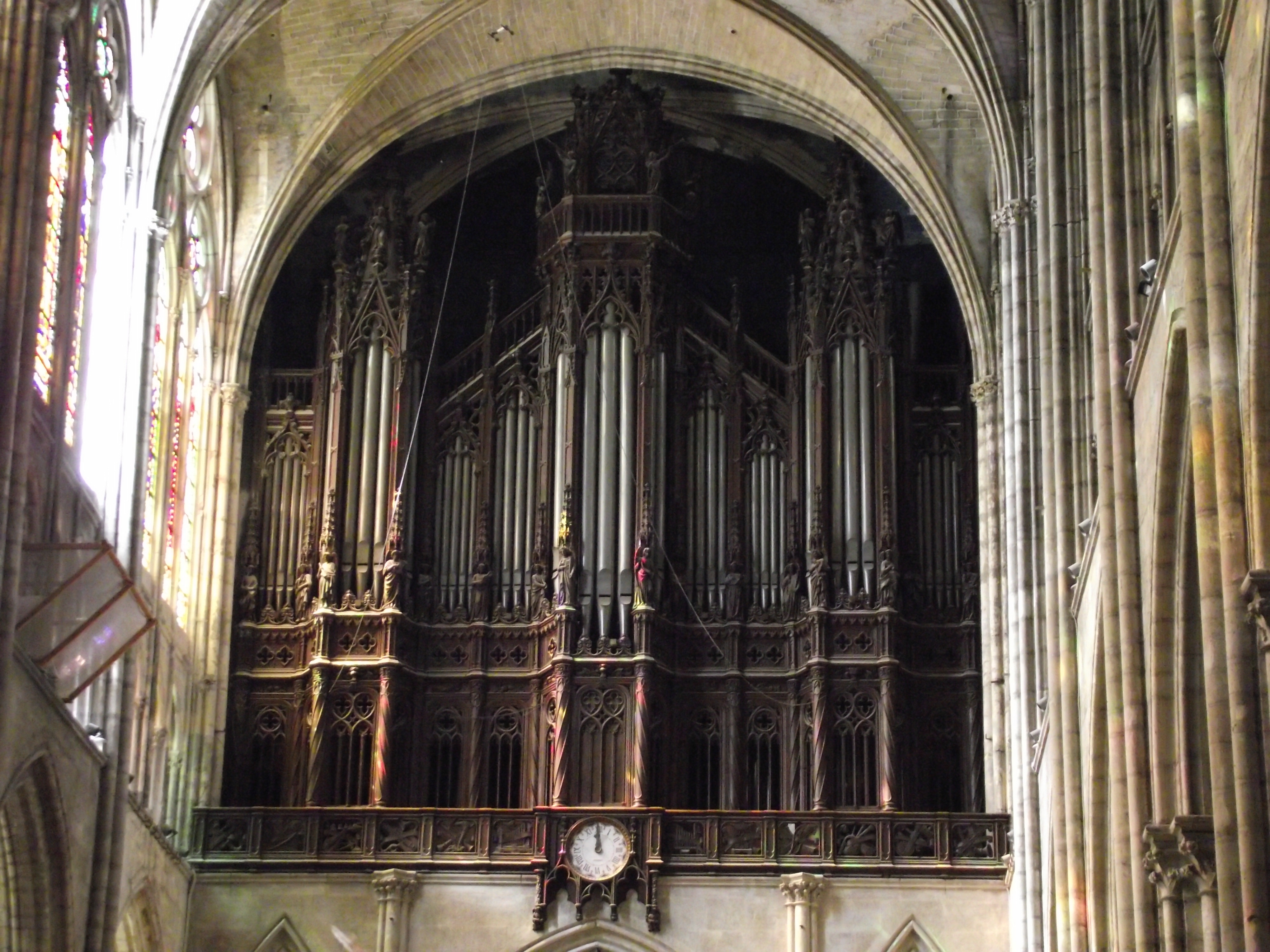
Il Grand'Organo

## Dimensioni
| Lunghezza a: 108 m                        |
| Larghezza del transetto: 39 m             |
| Altezza delle volte: 29 m                 |
| Altezza della torre sud: 58 m             |
| Altezza della torre nord (demolita): 86 m |

## Sovrani sepolti
I sovrani sepolti sono:
- Clodoveo I
- Filippo il bello
- Giovanni II il Buono
- Filippo V il Lungo
- Carlo V di Francia
- Carlo VI il Folle
- Carlo VIII
- Luigi XII
- Francesco I
- Enrico II
- Francesco II
- Carlo IX
- Enrico III
- Enrico IV
- Luigi XIII
- Luigi XIV
- Luigi XV
- Luigi XVI

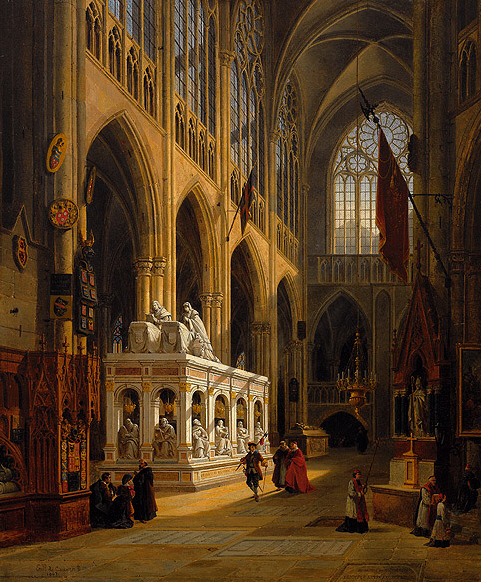
La tomba di Luigi XII e della moglie Anna di Bretagna, in un dipinto del 1867 di Emil Pierre Joseph de Cauwer

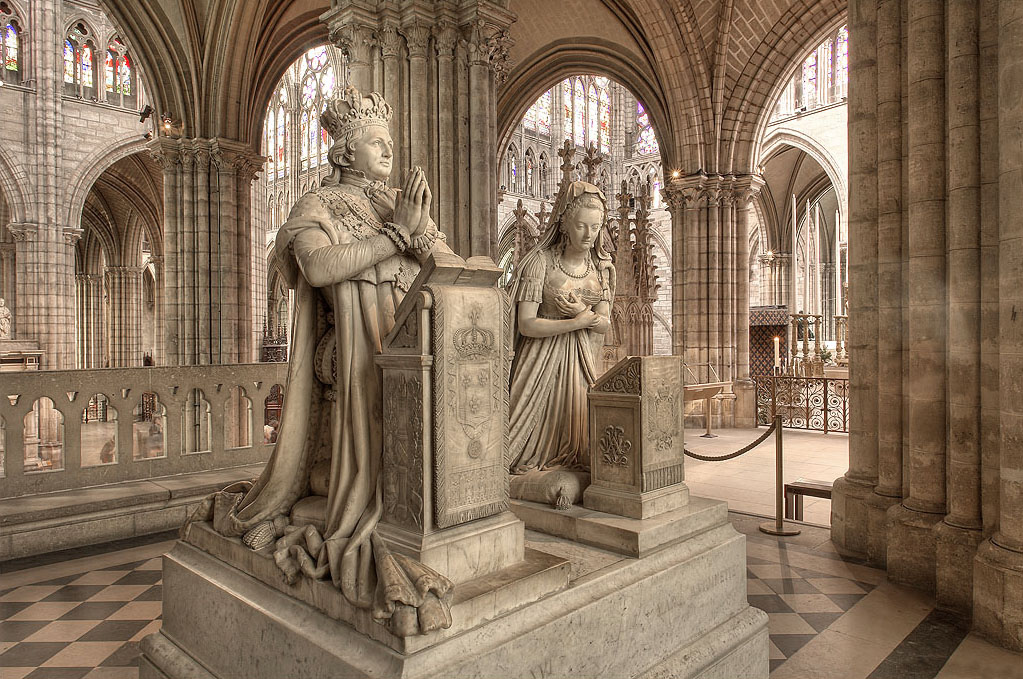
Monumento funebre di Luigi XVI e di Maria Antonietta

- Luigi XVII (solo il cuore imbalsamato)[22]
- Luigi XVIII
- Isabella di Hainaut, moglie di Filippo Augusto
- Isabella d'Aragona, moglie di Filippo l'Ardito
- Giovanna di Borbone, moglie di Carlo V
- Isabella di Baviera, moglie di Carlo VI
- Anna di Bretagna, moglie di Carlo VIII in prime nozze e di Luigi XII in seconde nozze
- Claudia di Francia, duchessa di Bretagna, prima moglie di Francesco I
- Caterina de' Medici, moglie di Enrico II
- Luisa di Lorena-Vaudémont, moglie di Enrico III
- Margherita di Valois, prima moglie di Enrico IV
- Maria de' Medici, seconda moglie di Enrico IV
- Anna d'Austria, moglie di Luigi XIII
- Maria Teresa di Spagna, moglie di Luigi XIV
- Maria Leszczyńska, moglie di Luigi XV
- Maria Antonietta d'Austria, moglie di Luigi XVI

San Luigi rifiutò l'inumazione di Ingeburge di Danimarca.

## Altri personaggi sepolti
- Carlo Martello
- Bertrand du Guesclin

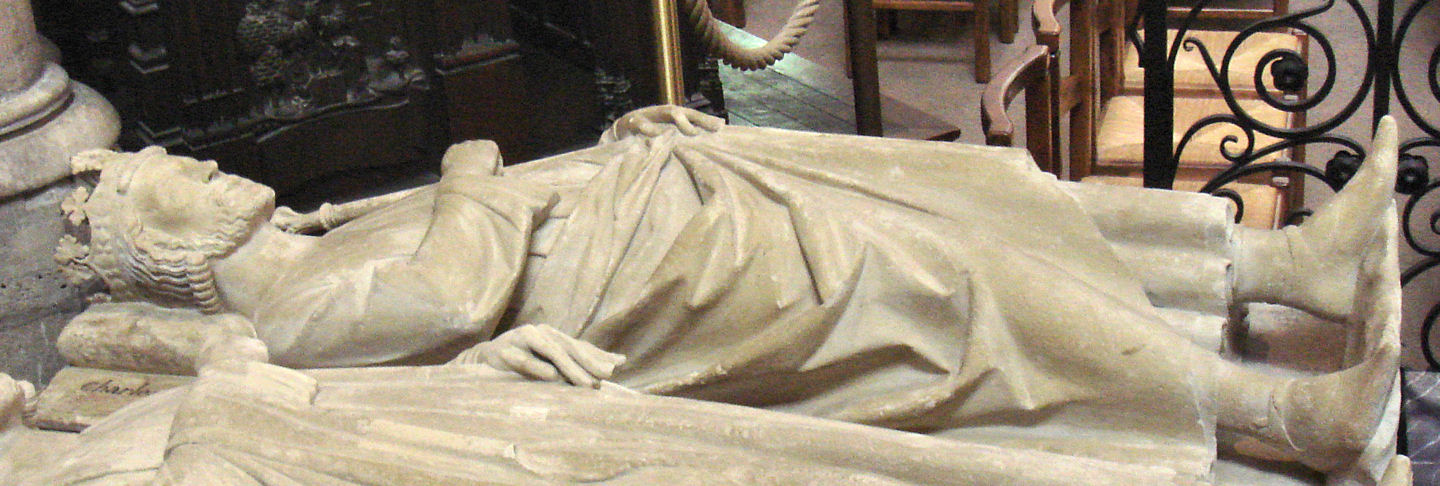
La tomba di Carlo Martello

- Carlo II d'Alençon (trasferito nel XIX secolo)
- Leone VI d'Armenia
- Carlo di Valois
- Carlo I d'Angiò
- Enrichetta Maria di Borbone (1609-1669), regina d'Inghilterra come moglie di Carlo I d'Inghilterra e figlia di Enrico IV;
- Sophie (Mademoiselle), figlia di Carlo X, (1776-1783, ebbe il titolo di petite-fille de France);
- Marie Thérèse (Mademoiselle d'Angoulême), seconda figlia di Carlo X, nata e morta infante nel 1783, ebbe il titolo di petite-fille de France;
- Luigi Giuseppe di Borbone, figlio maggiore di Luigi XVI (1781-1789), ebbe il titolo di Delfino;
- Sofia Elena Beatrice di Borbone detta Madame Sophie, seconda figlia di Luigi XVI (1786-1787), ebbe il titolo di fille de France;
- Luisa Isabella d'Artois, figlia maggiore di Carlo Ferdinando d'Artois, nata e morta infante nel 1817, ebbe il titolo di petite-fille de France e di Mademoiselle;
- Luigi d'Artois, primo figlio maschio di Carlo Ferdinando d'Artois, nato e morto infante nel 1818, ebbe il titolo di petit-fils de France;
- Luigi-Giuseppe di Borbone-Condé (1736-1818), duca di Borbone di Enghien e di Guisa;
- Carlo Ferdinando d'Artois, secondo figlio di Carlo X (1778-1820), petit-fils de France, duca di Berry;
- Luigi-Enrico-Giuseppe di Borbone-Condé (1756-1830), principe di Condé, duca di Borbone, duca di Enghien e duca di Guisa.

## Priorati delle case dipendenti da Saint-Denis
L'abbazia di Saint Denis controllava un certo numero di conventi retti da un priore, ma dipendenti dall'abbazia stessa.
Gli archivi di Saint-Denis hanno conservato i nomi dei priori che hanno governato i conventi dipendenti dall'abbazia di Saint-Denis:
- Priorato di Saint-Hippolyte, presso Sélestat (Alto Reno)
- Priorato de Saint-Alexandre a Lièpvre (Alto Reno)
- Priorato del Mont Saint-Michel, presso Verdun
- Saint-Dieudonné (Saint-Dié-des-Vosges)
- Saint-Véron o Asberting, diocesi di Metz
- Saint-Vital, presso Metz
- Celle d'Adalonge o Saint-Georges, diocesi di Metz